# Katedra Najświętszej Marii Panny w Strasburgu

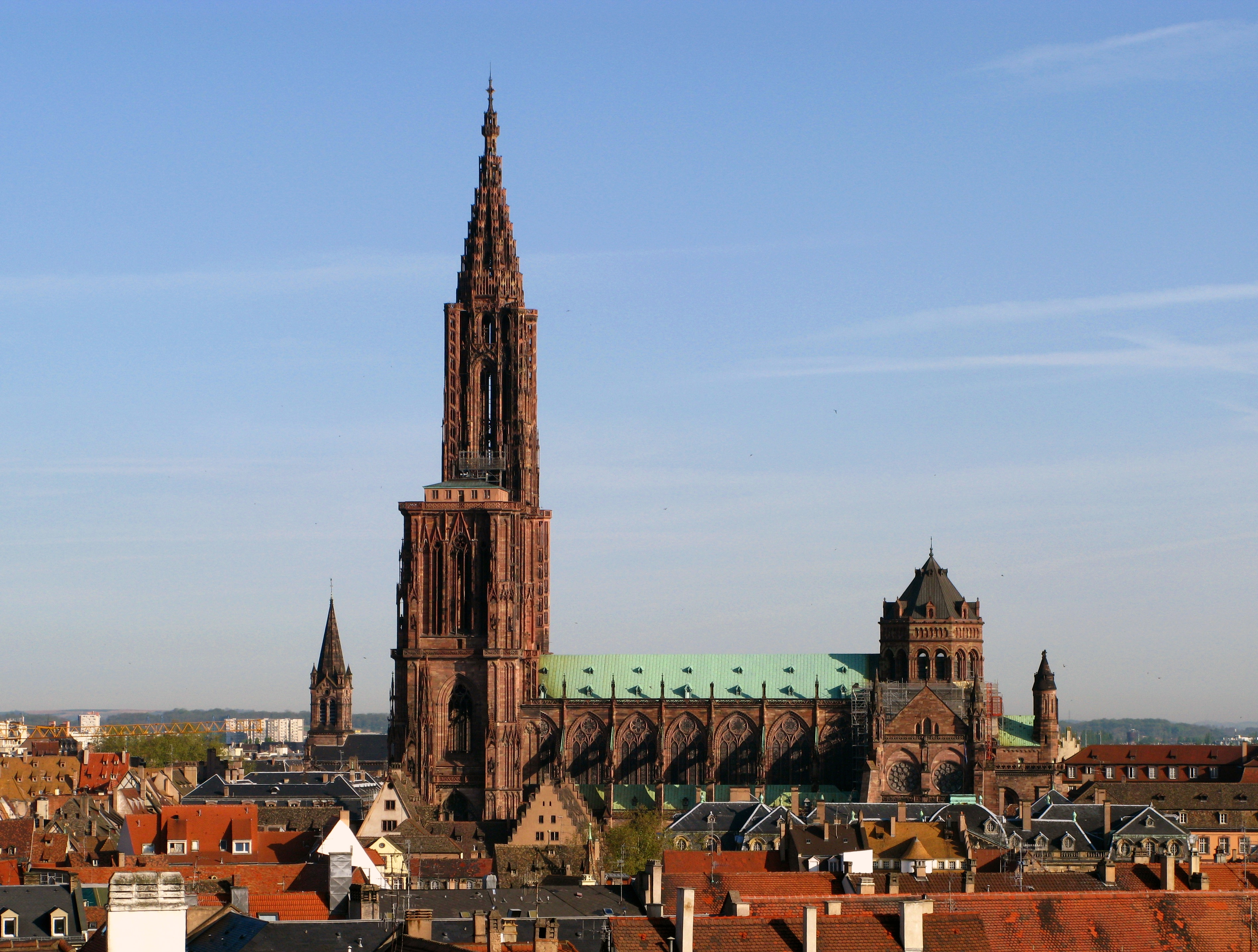
Widok ogólny na katedrę w Strasburgu

Katedra Najświętszej Marii Panny w Strasburgu (fr. Cathédrale Notre-Dame, niem. Liebfrauenmünster) – najważniejsza świątynia katolicka miasta, cenny przykład średniowiecznej XIII–XV-wiecznej architektury, łączącej cechy późnego romanizmu z wczesnym gotykiem francuskim i dojrzałym gotykiem niemieckim. Zawiera na zewnątrz i we wnętrzach liczne cenne dzieła średniowiecznej rzeźby kamiennej m.in. portale południowego ramienia transeptu, tzw. Filar Anielski.
Katedrę wzniesiono w latach 1176–1439 z czerwonego piaskowca na miejscu wcześniejszej spalonej budowli z lat 1015–1028, której to z kolei część pochodziła z jeszcze wcześniejszej świątyni wzniesionej w czasach dynastii Karolingów. Pierwotny projekt w stylu romańskim zastąpiła z czasem koncepcja gotycka. W latach 1625–1874 ze swą mierzącą 142 m północną wieżą katedra była najwyższym budynkiem świata (zob. lista najwyższych kościołów).
Wzniesiona w pobliżu granicy Niemiec i Francji, łączy w sobie elementy wpływu obu tych kultur. Charakterystyczna fasada o asymetrycznej formie ze strzelistą wieżą do dziś pozostaje symbolem Alzacji widocznym także z drugiego brzegu Renu oraz z masywów gór Wogezów i Schwarzwaldu.
Świątynia była tematem wielu dzieł malarstwa i grafiki, jak i inspiracją dla kwitnącej już w XVIII w. nowej romantycznej myśli. Dla artystów i literatów m.in. Jana Wolfganga Goethego świątynia stanowiła inspirację do zainteresowań wcześniej niedocenianego stylu gotyckiego.

## Dzieje

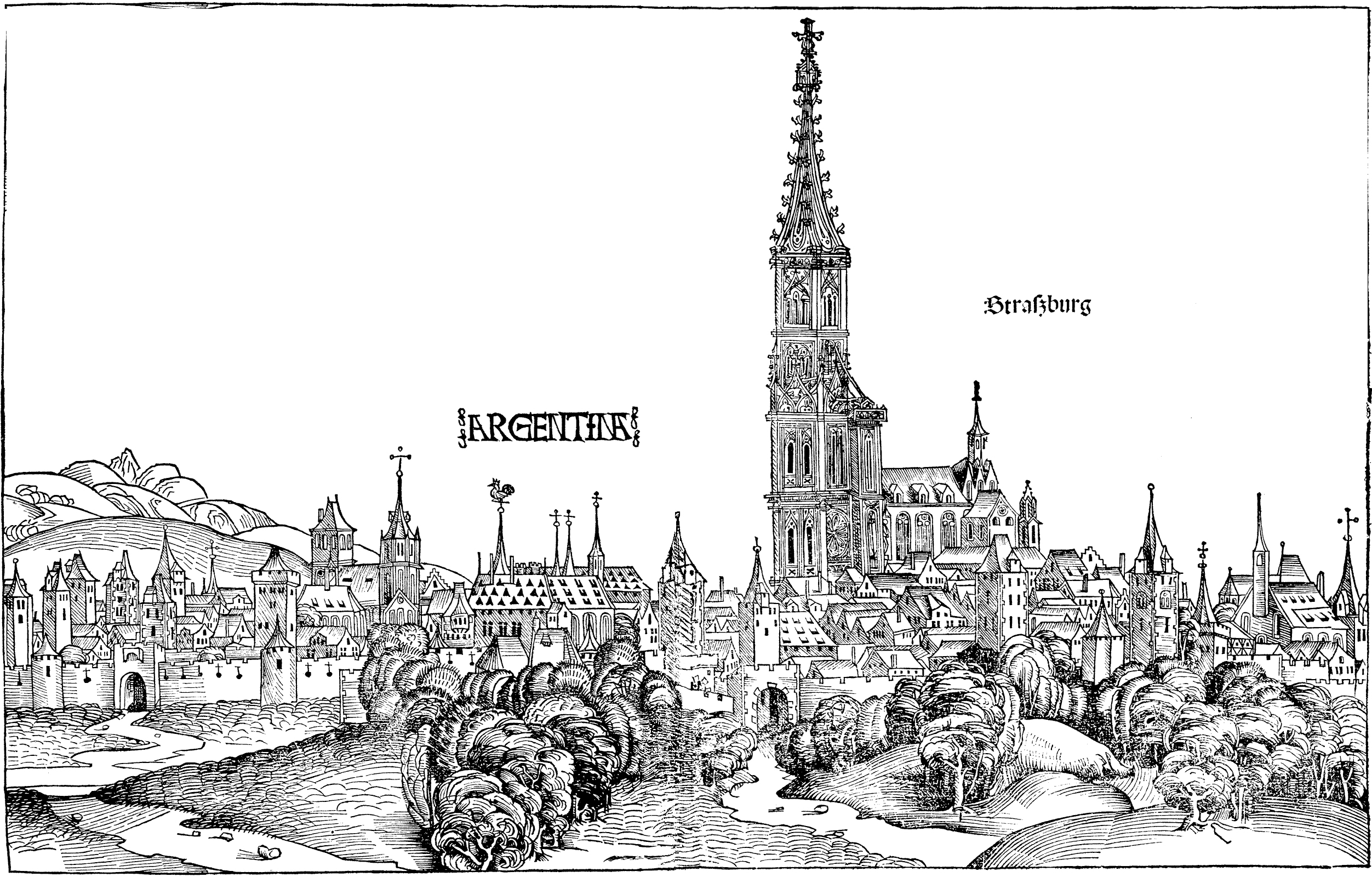
Widok Strasburga z Kroniki Hertmanna Schedla z 1493 r.

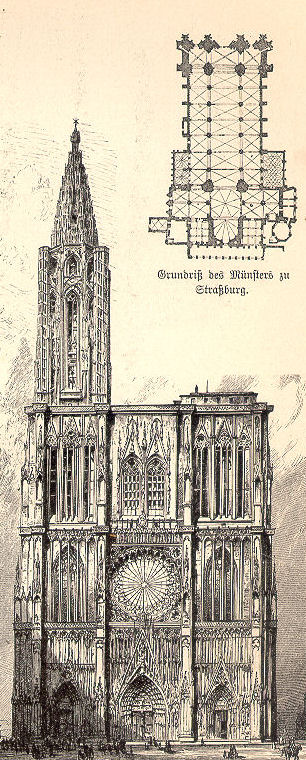
Fasada katedry w Strasburgu i rzut – rycina z 1893 r.

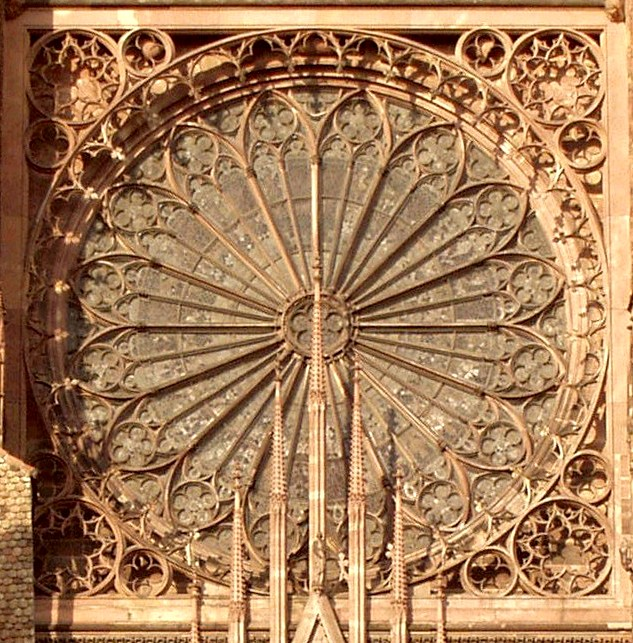
Rozeta

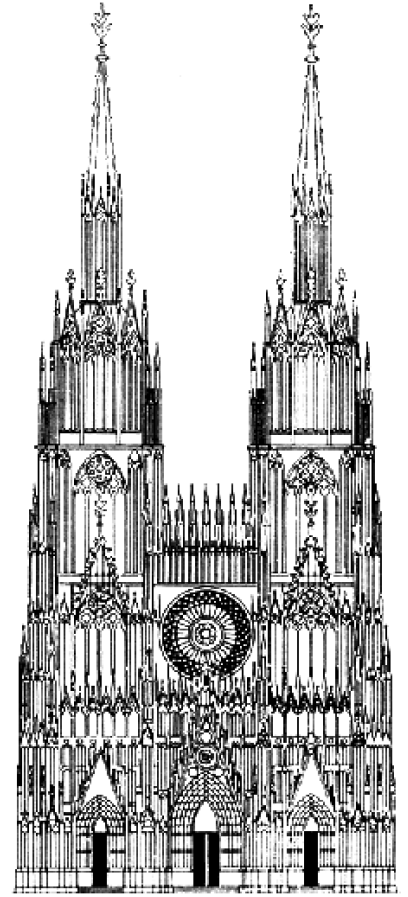
Fasada katedry według projektu Erwina von Steinbach

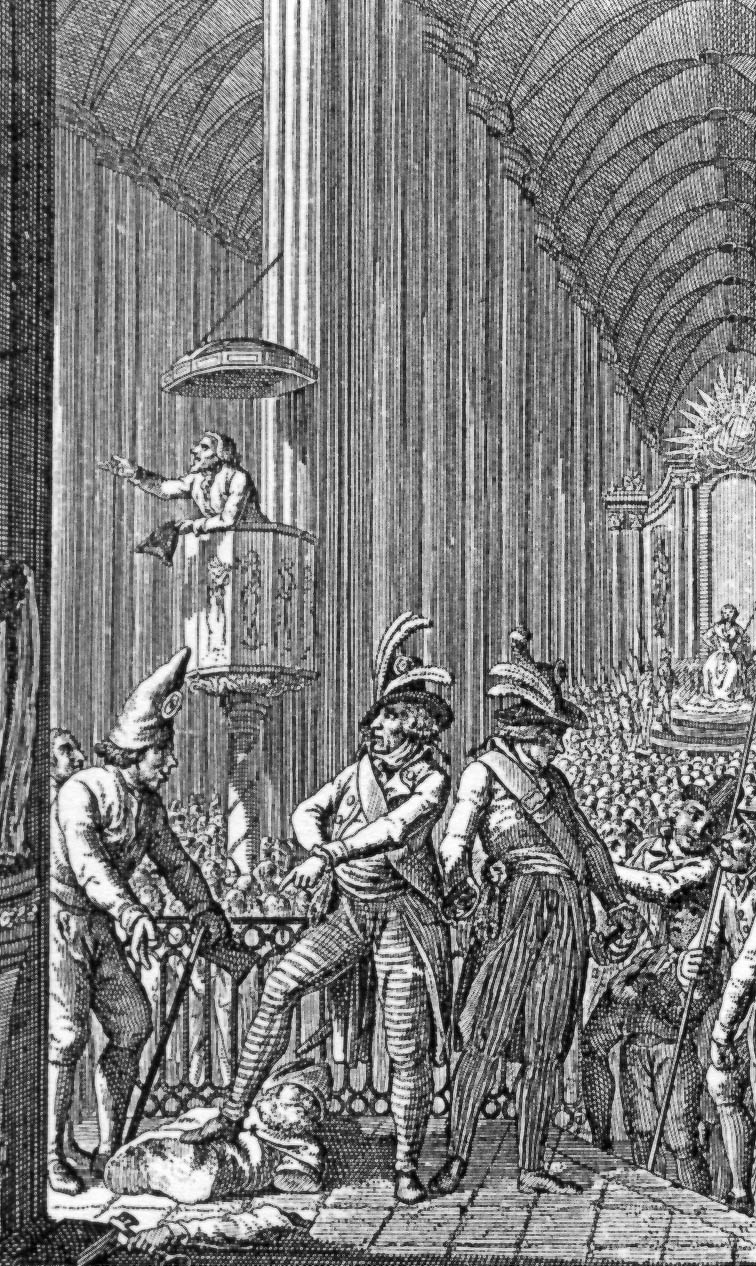
Zwolennicy Kultu Rozumu przejmują katedrę w Strasburgu i przekształcają ją w „Świątynia Rozumu”

### Wcześniejsze budowle
Teren na którym wznosi się dzisiejsza katedra od czasów rzymskich był miejscem sakralnym. Początkowo Strasbourg wchodził w skład rzymskiej Galii, w czasach przedchrześcijańskich znajdowała się tu rzymska świątynia, której relikty znajdują się w fundamentach dzisiejszej katedry. Po przyjęciu chrześcijaństwa miasto stało się ważnym ośrodkiem religijnym wschodniej Galii, już w III w. istniało tu biskupstwo (pierwszym biskupem był święty Amandus 290-ok.355.
Pozostałości budowli świątynnej w tym miejscu, pochodzące z końca IV wieku lub początku V wieku odkryto w 1948 i 1956 roku.
W VIII wieku pierwszą katedrę zastąpiono ważniejszym budynkiem, który został ukończony za panowania Karola Wielkiego. Pierwsze przesłanki o katedrze pochodzą z VII w., kiedy to świątynię erygował biskup strasburski, później święty Arbogast (zm. 618). U schyłku VII w. wzniesiona została in situ świątynia poświęcona Najświętszej Marii Pannie, lecz oprócz niewielkich fragmentów reliktów domniemanej świątyni nie zachowały się do dziś żadne świadectwa.
W następnym stuleciu, na miejscu poprzedniej katedry powstała kolejna świątynia, którą wzniesiono za czasów panowania Karola Wielkiego. Biskup Remigiusz von Straßburg (znany również jako Rémi) zgodnie ze swą wolą został pochowany w krypcie, zachował się również jego testament z datą 778. Prawdopodobnie katedra była miejscem przysięgi strasburskiej złożonej w 842 r. przez Ludwika Niemieckiego i Karola Łysego przeciw ich starszemu bratu, cesarzowi Lotarowi.
Niedawne badania archeologiczne potwierdziły istnienie karolińskiej katedry o trzech nawach zamkniętych półokrągłą absydą. Bishop Ratho (znany też jako Ratald, Rathold) w swoim poemacie opisuje bogatą dekorację, stanowiły ją elementy złocone i kameryzowane. Świątynię nawiedzały pożary w 873, 1002 i 1007 roku.
W roku 1015, biskup Werner I von Habsburg położył pierwszy kamień pod nową świątynię, która została zbudowana w stylu romańskim. Spłonęła w 1176, prawdopodobnie przez drewnianą konstrukcję, przez co rozprzestrzenił się ogień.
Po tej katastrofie biskup Heinrich von Hasenburg podjął decyzję wzniesienia nowej katedry, chcąc realizować swoje ambicje, by nowa świątynia była piękniejsza od katedry w Bazylei, której budowa właśnie dobiegała końca. Budowa nowej katedry rozpoczęła się na fundamentach poprzedniej budowli i zakończyła dopiero wieki później. Z tej wersji świątyni zachowała się tylko Krypta katedry Wernera, która nie spłonęła, została zachowana i poszerzona na zachód.

### Budowa gotyckiej katedry (1176–1439)
Budowę obecnej katedry rozpoczęto w ok. 1180 r. od prezbiterium i północnego ramienia transeptu. W przypadku prezbiterium zachowano romański porządek stylowy. Natomiast już w 1225, do Strasburga przybyła strzecha budowlana działająca wcześniej przy budowie francuskich katedr m.in. w Chartres lub Reims, w wyniku tego w kolejnych fazach budowy świątyni posłużono się cechami charakteryzującymi styl gotycki. W celu pozyskania funduszy na budowę nawy, za zgodą Kościoła zorganizowano szereg odpustów w 1253. Fundusze przekazano Oeuvre Notre-Dame, fundatorzy również zatrudnili do budowy kolejnych architektów i kamieniarzy. W tym czasie dzięki znajomości francuskiej rzeźby z ok. 1200 (gł. dekoracje katedry w Reims) powstały pierwsze cykle rzeźbiarskie, m.in. portale południowego ramienia transeptu, czy tzw. Filar Anielski. Podczas wznoszenia w latach 1240–1275 korpusu nawowego zmieniono strukturę konstrukcji jak i dekorację, zgodnie z francuskim stylem rayonnant i wzorami z opactwa Saint Denis. Już pięć lat po ukończeniu korpusu rozpoczęto budowę monumentalnej fasady zachodniej.
Podobnie jak w nawach, jako materiał budowlany zastosowano piaskowiec o różowym odcieniu, który sprowadzany był z Wogezów. Ze źródeł wiemy, iż 2 lutego 1276 biskup Konrad von Lichtenberg podpisał kontrakt z budowniczym Erwinem von Steinbach, który budował katedrę aż do swej śmierci w 1318. Wówczas powstała środkowa oś fasady według pomysłu z wcześniejszej katedry w Paryżu, w tym portal zwieńczony strzelistą wimpergą, rozeta oraz dolne partie wież (wraz z portalami). Druga kondygnacja wież powstała przy udziale syna von Steinbacha, Jeana (znanego również Gerlachem) budowniczego m.in. kościoła w Niederhaslach.
Po wzniesieniu powyżej rozety galerii królewskiej w latach 80. XIV wieku mistrz Michael von Freiburg podwyższył oś środkową, wznosząc dzwonnicę. Podwyższenie wieży północnej miało miejsce w XV stuleciu – w latach 1399–1419 Ulrich von Ensingen wzniósł niższą kondygnację, zaś w 1439 Johann Hültz z Kolonii ukończył jej budowę. Udział niemieckich budowniczych odcisnął się na stylu i kształcie architektonicznym fasady, gdzie można dostrzec recepcję zarówno motywów charakterystycznych dla katedr w Île-de-France jak Nadrenii.
Wieża katedry strasburskiej była przez dwa wieki najwyższą na świecie wieżą kościelną: od 1647, kiedy to zawaliła się wskutek pożaru 153-metrowa wieża kościoła NMP w Stralsundzie do roku 1874, kiedy wzniesiono kościół Św. Mikołaja w Hamburgu (wieża ma 147 m wysokości).
Wielokrotnie w historii katedry planowano wzniesienie wieży południowej, ale realizacja jej nigdy nie doszła do skutku.

#### Fazy budowy katedry
- ok. 1190–ok.1225 – powstało prezbiterium i częściowo transept (w tym portale południowe)
- ok. 1225–ok.1235 – wzniesienie obecnego transeptu
- ok. 1245–ok.1275 – powstaje korpus nawowy w formie bazylikowej
- 1277–ok.1318 – budowa elewacji zachodniej (dolna kondygnacja wież), powstała bogata dekoracja osi środkowej (portale, rozeta)
- ok. 1318–ok.1340 – wzniesienie drugiej kondygnacji wież
- ok. 1340–1349 – wzniesienie trzeciej kondygnacji wież
- ok. 1340–1365 – wzniesienie kaplicy Św. Katarzyny
- ok. 1365-ok.1370 – podwyższono oś środkową fasady (galeria Apostołów)
- 1383–1399 – podwyższenie osi środkowej do wysokości wież
- 1402–1419 – wieża północna otrzymuje czwartą kondygnację
- 1419–1439 – zwieńczenie wieży ażurowym hełmem
- 1772–1779 – dodanie kolejnych kaplic
- 1878–1880 – Na skrzyżowaniu naw wzniesiono niską ośmioboczną wieżę

#### Inni architekci katedry
- Johannes Hülz
- Hans Hammer
- Bernard Nonnenmacher
- Hans Uhlberger
- Johan Lorenz Götz
- Gustav François Klotz
- Jakob von Landshut
- Jodok Dotzinger
- Klaus von Lore
- Michael Parler

### Dalsze dzieje
Postępująca w całej Europie reformacja objęła również Strasburg. Jej rozwój zapoczątkowała działalność kaznodziei Johanna Geilera von Kaisersberg. Za zgodą rady miejskiej w 1524 katedrę przekazano w ręce protestantów. Powszechne w protestanckich krajach zachodniej Europy działania ikonoklastyczne miały również miejsce w Strasburgu, niemal w całości zniszczono wyposażenie katedry. 30 września 1681 katedra została oddana katolikom na mocy dekretu Ludwika XIV.
Papież Leon XIII, w 1892 nadał katedrze tytuł bazyliki mniejszej.
Podczas drugiej wojny światowej, cenne rzeźby, wyposażenie zostały wywiezione. Gotyckie witraże zdjęto i przechowano w kopalni soli koło Heilbronn, w Niemczech. Działania wojenne ominęły katedrę. Witraże zwrócono społeczeństwu francuskiemu, dokonał tego działający przy armii amerykańskiej Wydział Dzieł Sztuk Pięknych i Archiwaliów.
W 1988 podczas swej pielgrzymki do Francji świątynię odwiedził papież Jan Paweł II. Katedra stała się siedzibą powołanego przez niego arcybiskupstwa strasburskiego.
W grudniu 2000 r. we Frankfurcie nad Menem ujęto grupę islamskich fundamentalistów z Algierii planującą zamach podczas odbywających się przed świątynią targów świątecznych.

## Architektura

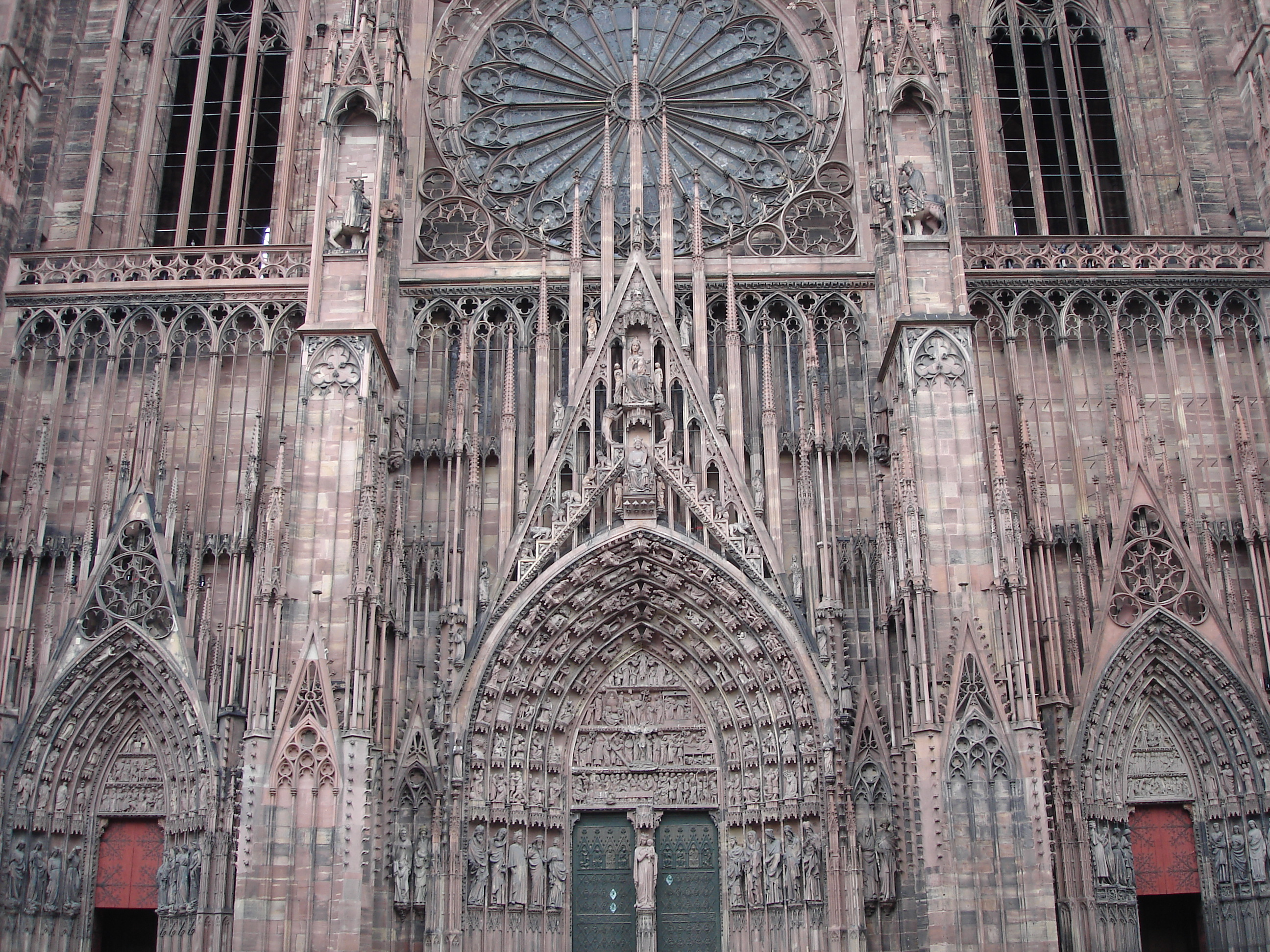
Widok fasady zachodniej z rozetą i portalami

### Układ przestrzenny
Katedra jest trójnawową bazyliką z dwunawowym transeptem i chórem wschodnim, zamkniętym półkolistą absydą. Przestrzeń chórowa, późnoromańska, jest podwyższona w stosunku do pozostałych części katedry, oprócz prezbiterium i sięga do skrzyżowania naw. Od strony wschodniej do absydy przylegają aneksy mieszczące kaplice Św. Jana Chrzciciela i Św. Jana Ewangelisty, w wyniku czego, na zewnątrz wschodnia część katedry zamknięta jest prostokątnie. Poniżej chóru znajduje się krypta. Nawa poprzeczna od strony architektonicznej składa się z późnoromańskiego skrzyżowania naw, na tym miejscu wznosi się oktogonalna kopuła oraz flankujących to miejsce wczesnogotyckich ramion transeptu. Szerokość i długość każdego ramienia jest zbliżona; przez dwunawowy układ przybiera centralizujący układ przestrzenny, pośrodku stoi wysoki filar wiązkowy. Od strony zachodniej do ramion transeptu przylegają prostokątne w planie kaplice: Św. Wawrzyńca (po północnej stronie) i Św. Katarzyny (po stronie południowej). Gotycki korpus nawowy składa się z siedmiu przęseł, od zachodu jest zamknięty potężnym masywem wieżowym.

### Architektura wnętrza

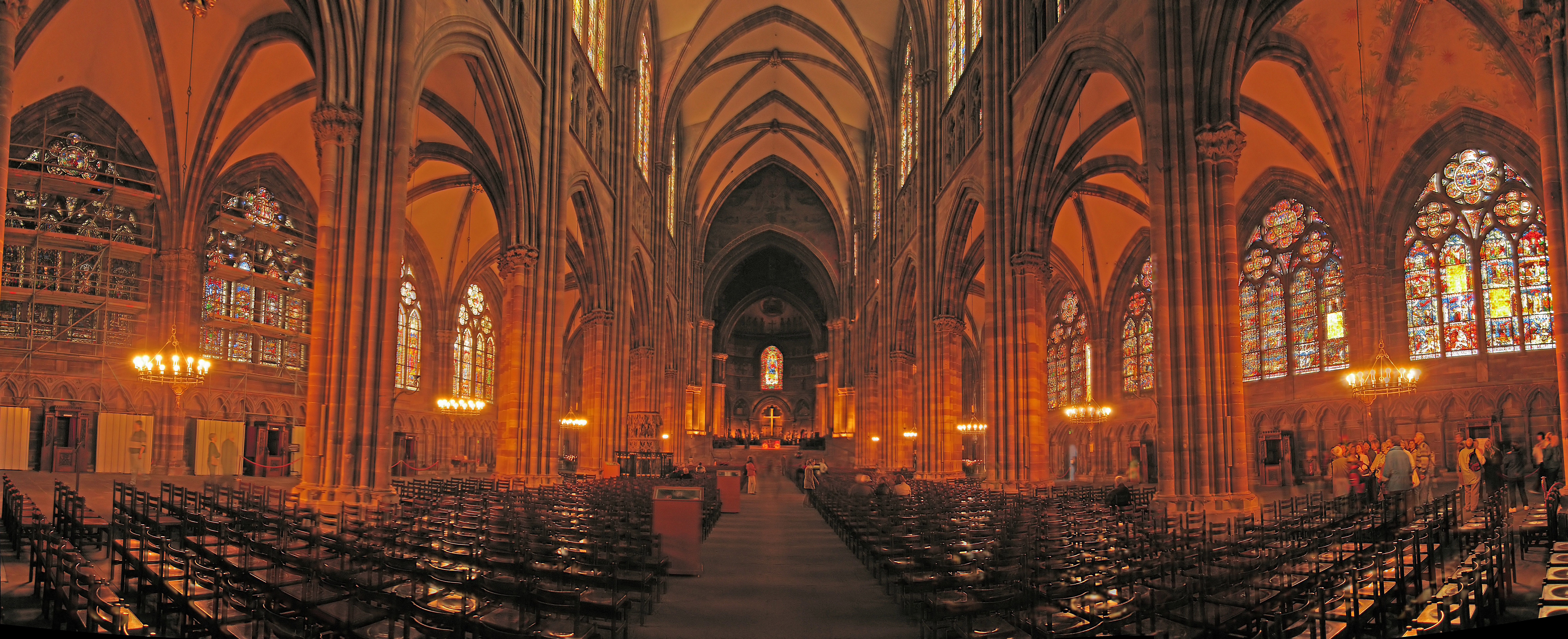
Panoramiczny widok wnętrza

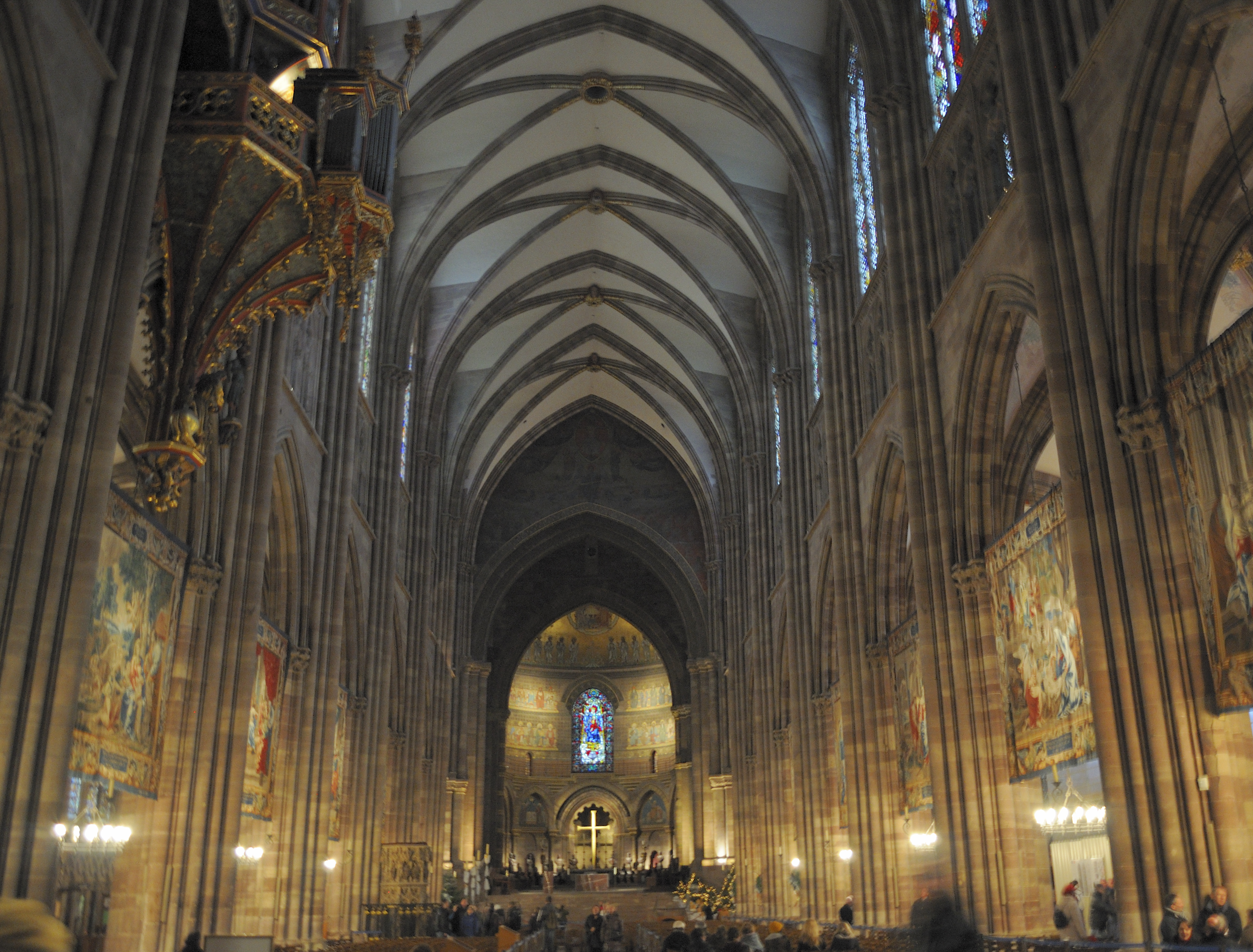
Widok na nawę główną

Od strony wewnętrznej ściana absydy jest podzielona na dwie strefy, najniżej znajdują się ostrołukowe arkady wsparte na ozdobnych kolumnach, wyżej balkon z balustradą i strefa okien. Przestrzeń ta jest nakryta konchą. 
Skrzyżowanie naw nakrywa kopuła wsparta na trompach, wspartych na potężnych filarach do których przylegają mniejsze kolumny. Oba ramiona transeptu nakryte są sklepieniami krzyżowo-żebrowymi, wspartymi na usytuowanych pośrodku filarach wiązkowych oraz przyściennych służkach, których kapitele są zdobione dekoracją roślinną, przy czym filar wiązkowy w południowym ramieniu transeptu wzbogacony jest o rozbudowaną dekorację rzeźbiarsko-architektoniczną, z pełnoplastycznymi posągami. W literaturze znany jest jako Filar Anielski.
Architektura wnętrza korpusu nawowego jest typowa dla budownictwa sakralnego z okresu gotyku klasycznego i gotyku poklasycznego, ze szczególnym uwzględnieniem stylu promienistego. Dla wcześniejszego okresu typowy jest podział nawy głównej na trzy strefy. U dołu znajduje się strefa arkad międzynawowych, powyżej ciąg tryforiów, najwyżej zaś strefa okien. Zarówno nawa główna jak i boczne nakryte są sklepieniami krzyżowo-żebrowymi, wspartymi na służkach i filarach wiązkowych. Gotyk poklasyczny jest widoczny przede wszystkim w przezroczystości konstrukcji, wyważonych proporcjach i scaleniu strefy okien i tryforiów, które mają także okna. Czterodzielnemu podziałowi tryforiów odpowiada taki sam podział maswerków okien, które tworzą pary arkad zwieńczonych czteroliściami wpisanymi w koło, a arkady te są wpisane w jedną, główną arkadę okna, którą wieńczy sześcioliść wpisany w koło. W arkadach tryforiów również zastosowano dwudział, ale w uproszczonej wersji; arkady mają łuki o układzie trójlistnym powyżej ich znajduje się motyw czteroliścia. Ściany naw bocznych podzielone są na dwie strefy, u góry znajdują się okna o podobnej jak w nawie głównej dekoracji maswerkowej, poniżej wysunięte przed lico murów ciągi trójlistnych arkadek wspartych na kolumnach z ozdobnymi kapitelami.
Wewnątrz środkowej części masywu wieżowego znajduje się wysoki przedsionek, nakryty sklepieniem krzyżowo żebrowym. Od nawy głównej oddziela go wysoka ostrołukowa arkada. Wysokość przedsionka sięga przeszklonej rozety. Poniżej jej znajduje się przeszklone tryforium z balkonem i ściana przepruty u dołu dwudrzwiowym portalem. Ściana ta poprzedzona jest wysuniętą przed jej lico ażurową okładziną, która w pełni naśladuje elementy gotyckich okien i rozet. Powyżej wejścia znajduje się bogato zdobiona, ażurowa rozeta. Po bokach arkady z dekoracją maswerkową. Ściany boczne przedsionka w dolnej partii są przeprute ostrołukowymi arkadami, prowadzącymi do przyziemi wież. Powyżej tych przejść galerie arkadowe (przypominające tryforia) wzbogacone wimpergami. U góry ściany z ostrołukowymi oknami.

### Krypta

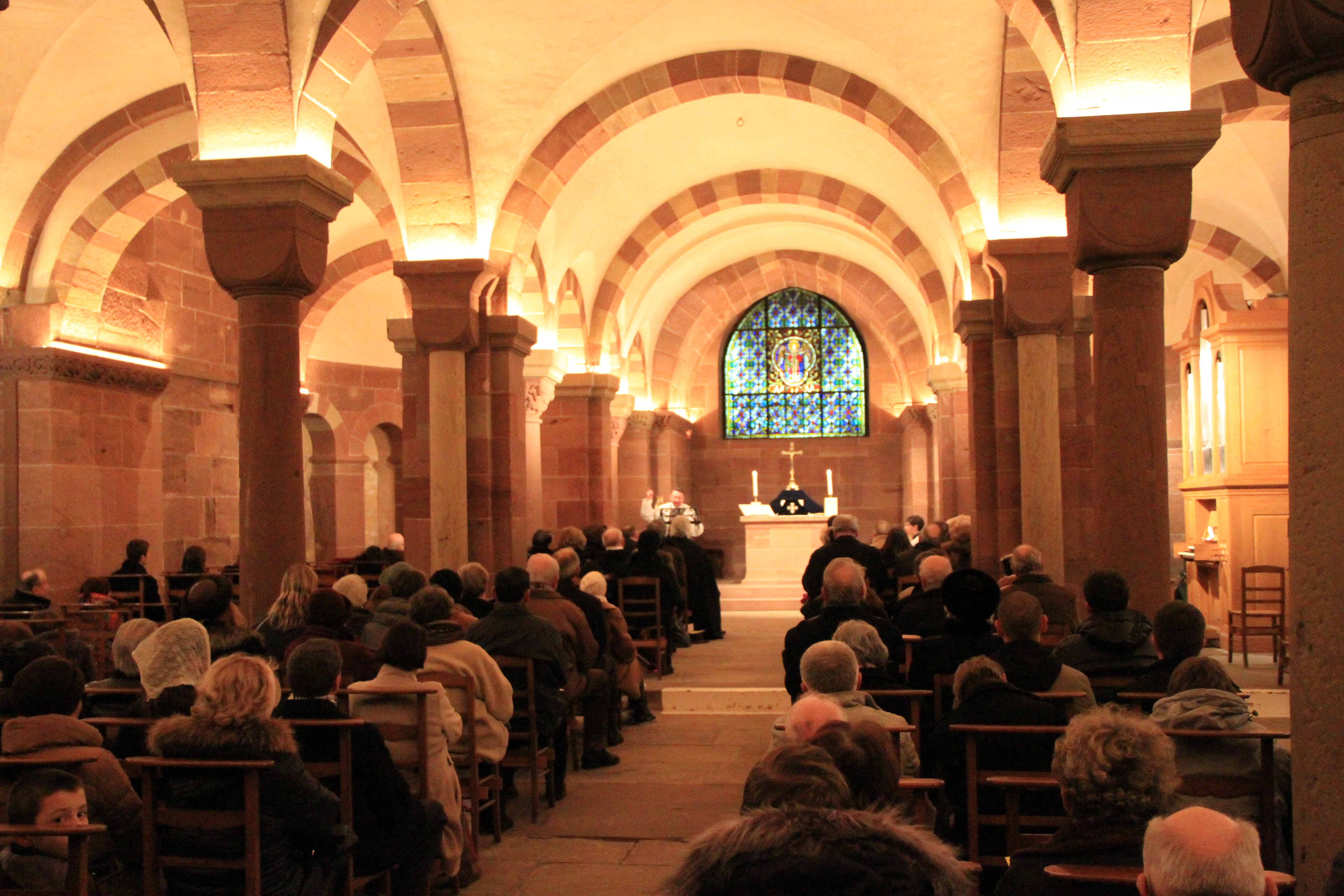
krypta katedralna

W całości zachowała się znajdująca się poniżej wschodniego chóru romańska krypta. Składa się z trzech naw o tej samej wysokości nakrytych sklepieniem krzyżowym z gurtami. Sklepienie wsparte jest na masywnych filarach o uwydatnionych graniastych baza o zróżnicowanej formie oraz ośmiobocznymi piramidalnymi kapitelami. Od wschodniej strony światło pada przez duże półkoliście zamknięte okna.

### Elewacje zewnętrzne

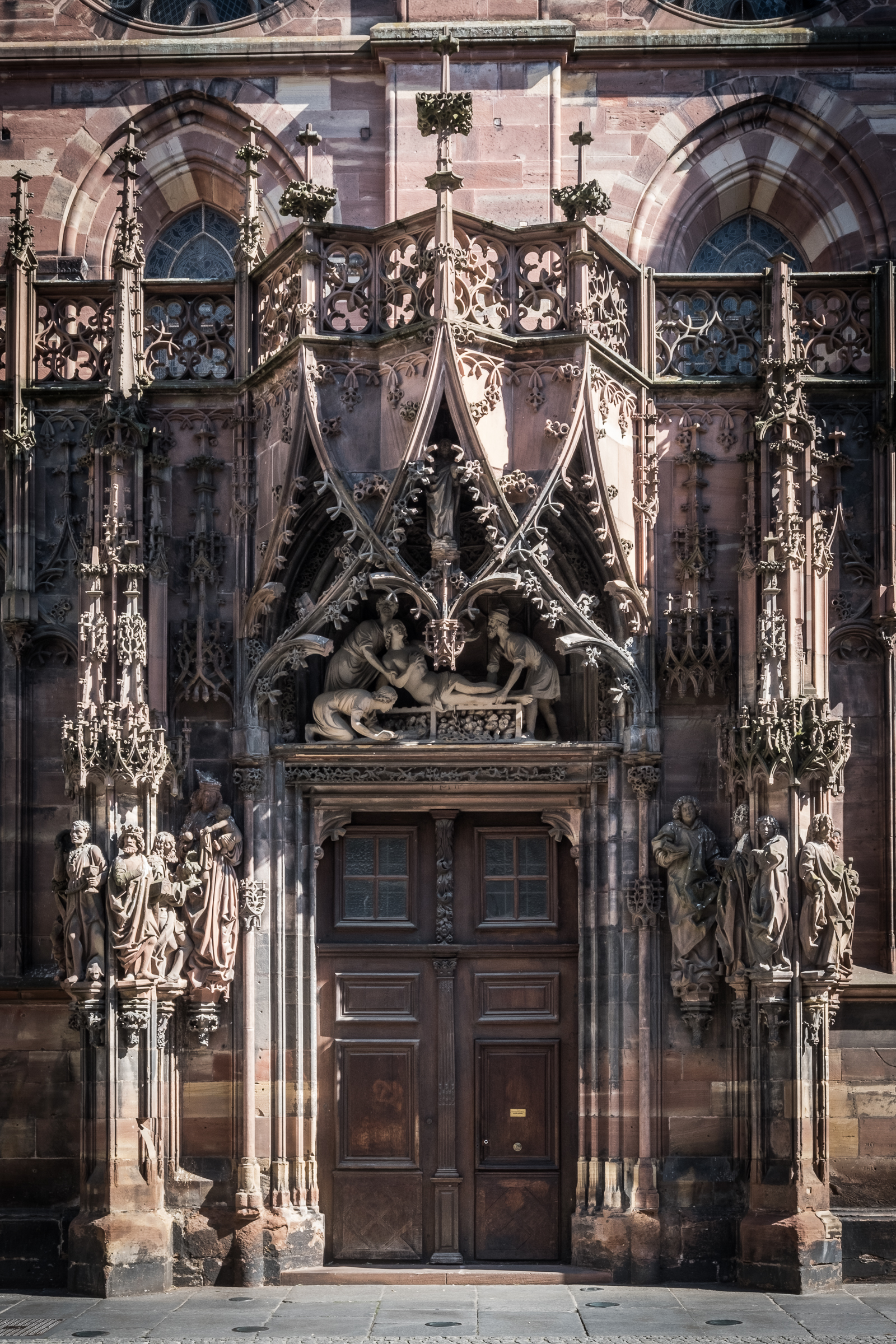
Widok na elewację północnego ramienia transeptu

Na zewnątrz architektura katedry charakteryzuje się podobnie jak jej wnętrze niejednorodnością stylistyczną. Część wschodnia jest zwarta, kubiczna, zaakcentowana masywną wieżą kopułową na skrzyżowaniu naw (ozdobioną dużymi biforiami i dwoma galeryjkami arkadowymi) oraz oktogonalnymi wieżyczkami flankującymi szczyt ściany wschodniej, która kryje wewnątrz absydę chóru. Połączenie późnego romanizmu z wczesnym gotykiem jest charakterystyczne dla nawy poprzecznej. Ich fasady są opięte po bokach potężnymi, diagonalnymi przyporami, powyżej nich wznoszą się wieżyczki flankujące trójkątne szczyty. Wspólną cechą południowej i północnej fasady transeptu jest także dwudzielność wynikająca z dwunawowego podziału transeptu. Stąd też w płytkich arkadowych niszach znajdują się po dwie rozety. Północna fasada posiada galeryjkę arkadową na zwieńczeniu ściany, pojedyncze ostrołukowe okna i późnogotycką kruchtę. Poniżej rozet południowej fasady transeptu znajduje się aneks z dwoma parami ostrołukowych okien oraz kruchta z dwoma gotyckimi portalami.

### Masyw wieżowy
Potężny masyw wieżowy, składa się z trzech osi, środkowej, gdzie umieszczone jest wejście główne, która flankują wieże, z których jedynie północna została ukończona. Licząca 142 metry wieża jest główną dominanta miasta i punktem orientacyjnym. Widoczna jest m.in. z niemieckich Wogezów. Cały masyw wieżowy jest potężną, zwartą, kubiczną bryłą, z potężnymi przyporami w narożach wież i po bokach części środkowej. Elewacje są obłożone bogatą dekoracją architektoniczno-rzeźbiarską, która ze względu na mnogość delikatnych, wertykalnych form nadaje masywowi wieżowemu lekkości i wysmukłości. Cały masyw jest na układ trójkondygnacyjny. Kolejne, wyższe kondygnacje mieszczą się w wieży.

#### Portale
Od zachodniej strony, na każdej osi umieszczone zostały trzy wejścia do z rzeźbionymi portalami, z których środkowy jest największy. Każdy z nich składa się z wspartych na cokołach uskokowych ościeży, które wraz z archiwoltami tworzą ostrołukowe arkady. Ponad wejściami umieszczone są ostrołukowe tympanony, tympanon środkowego portalu jest wsparty na trumeau. Zewnętrzne arkady są zwieńczone wimpergami (boczne mają okulusy z rozetkami i stylizowanymi sześcioliściami), te zaś zdobią smukłe fiale. Portale flankują aedicule z ostrołukowymi arkadami i ażurowymi wimpergami. Rzeźby są rozmieszczone w ościeżach, archiwoltach, wewnątrz arkad aediculi oraz na wimperdze środkowego portalu.

#### Dekoracja elewacji zachodniej
Dekoracja architektoniczno-rzeźbiarska zachodniej fasady katedry należy do unikatowych dzieł dojrzałego gotyku. Wykorzystany został w pełni repertuar motywów architektonicznych typowych dla gotyku, które uplastyczniają mury elewacji. Każdą kondygnację wieńczy gzyms z ażurową balustradą. W strefie portalowej zestawione są trzy warstwy muru, najbardziej wysunięte są arkady z ażurowymi wimpergami i smukłymi fialami, następnie maswerkowe okładziny i dopiero na koniec właściwy mur. Oprócz zdobionych trój-, cztero- i sześcioliściami maswerków dekorację okładziny tworzą ciągi potrójnych laskowań, mniejsze arkadki zwieńczone motywem trójliścia i wimpergami. Masywne przypory opinające mury posiadają ostrołukowe arkady ze ślepymi lub ażurowymi maswerkami. Głównym akcentem w drugiej kondygnacji jest usytuowana pośrodku wielka rozeta. Do jej wielkości została dopasowana kwadratowa okładziny z wielkim ażurowym kołem ozdobionym noskami oraz niewielkie cztero- i pięciolistnymi rozetkami umieszczonymi w żagielkach każdego narożnika. Powyżej rozety znajduje się galeria królewska, złożona z ciągu ostrołukowych arkad zwieńczonych wimpergami. Wewnątrz nich umieszczone są pełnoplastyczne rzeźby starotestamentowych królów Izraela. Przed licami ścian drugiej kondygnacji wież wysunięte są maswerkowe okładziny które tworzą ciągi ostrołukowych arkad z motywem trójliścia na podłuczach oraz wieńczących je wimperg. Powyżej arkadowe okładziny zostały dopasowane do okien, mają układ trójdzielny. Do przypór przylegają aedicule zwieńczone fialami. Ponad galerią królewską znajduje się wtopiona w bryłę masywu wieżowego dzwonnica, której dwa ostrołukowe okna zdobią arkady z ościeżami oraz wimpergami, a ponadto kolumienki z rzeźbami i fiale.

#### Wieża

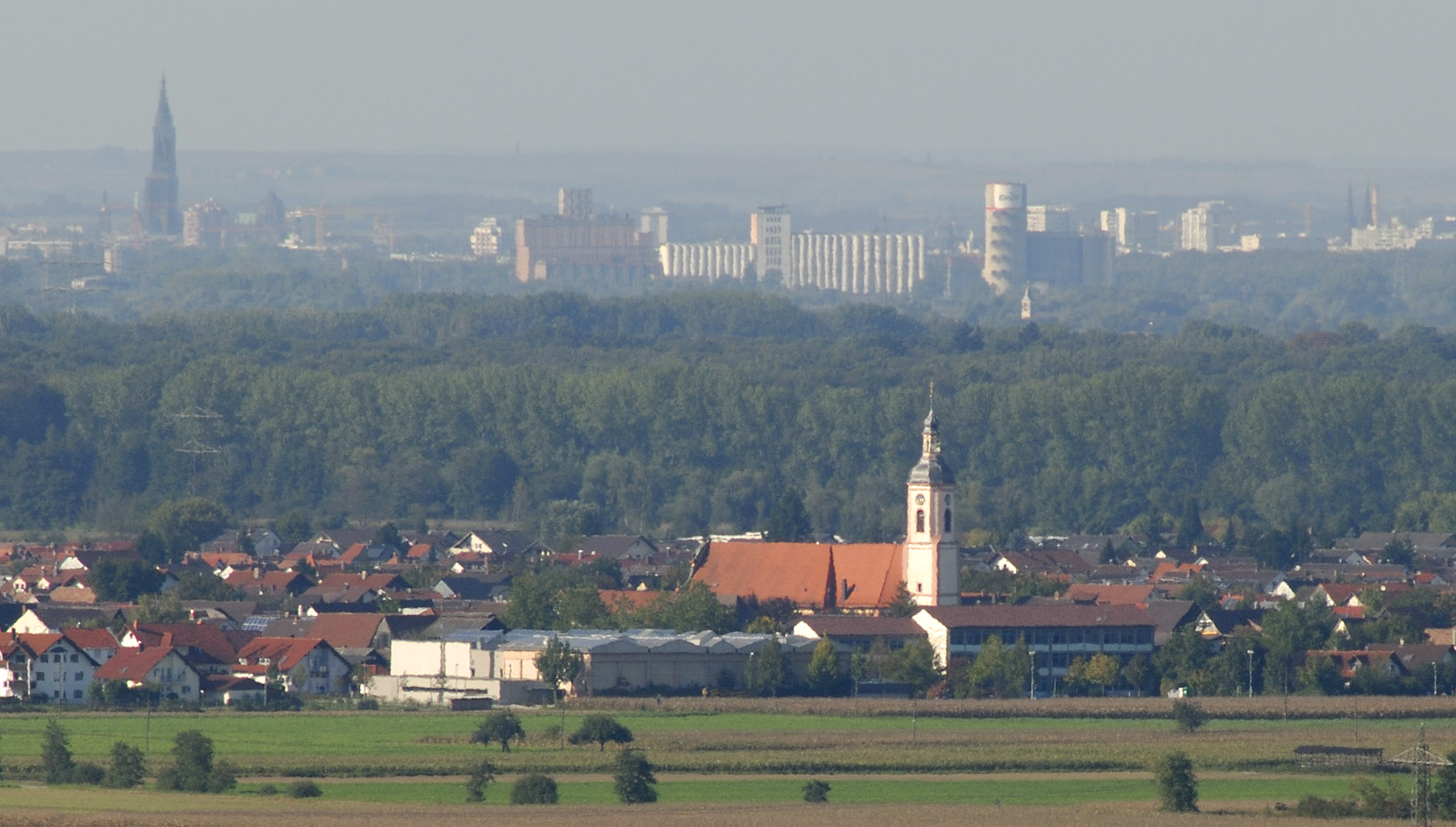
Widok na Schutterwald (Niemcy). W głębi Strasburg z katedrą

Z dwóch planowanych wież wzniesiono jedynie północną, która ma plan oktogonalny. Przy czterech narożach dobudowane zostały wieżyczki schodowe, które z wieżą są połączone za pomocą mostków. Na ich zwieńczeniach znajdują się platformy widokowe z balustradami. Ściany wieży są przeprute wielkimi ostrołukowymi oknami z profilowanymi ościeżami i maswerkami. Arkady są zwieńczone oślimi grzbietami. W górnej partii wieży wyodrębniona została niższa kondygnacja, ponad arkadami okien ściany ozdobione są ślepymi maswerkami. Ponad gzymsem wieńczącym wznosi się strzelisty, ostrosłupowy hełm, którego naroża akcentują niewielkie heksagonalne, ażurowe wieżyczki. Na szczycie hełmu znajdują się dwie niewielkie latarnie a ponad nimi kwiaton.

#### Dzwony
Przed rewolucją francuską na wieżach i dzwonnicy katedry wisiało 13 dzwonów. Na wieżach wisiały dzwony zegarowe, oraz należące do miasta, natomiast w umieszczonej pomiędzy wieżami, na osi fasady wisiały dzwony kościelne. Do dziś zachowało się sześć dzwonów, spośród nich najstarszy datowany na 1427 zwany Heiliggeist- lub Totenglocke (także Le Bourdon albo Le Grand Bourdon). Odlał go Hans Gremp i waży około 8.5 t. Na płaszczu dzwonu widoczna jest inskrypcja: Anno D[omi]ni MCCCCXXVII mense julii fusa sum per magistrum Joannem de Argentina – nuncio festa, metum, nova quædam, flebile læthum (Roku Pańskiego 1427, miesiąca lipca, ten dzwon odlał Mistrz Jan ze Straßburga. Niech zwiastuje święta, budzi strach, głosi wieści i opłakuje zmarłych). Zachował się także osiemnastowieczny dzwon Zehnerglock, który bije wieczorem o 22 godzinie oraz cztery dzwony zegarowe, z których dwa mniejsze wybijają naprzemiennie kwadranse, dwa większe pełne godziny. W latach 1975 i 1977 odlano w ludwisarni Friedricha Wilhelma Schillinga w Heidelbergu siedem dzwonów. W opinii niemieckich ekspertów kampanologów muzyka dzwonów katedry strasburskiej jest zaliczana do najlepszych tego typu osiągnięć w skali europejskiej. Skalę dźwięków zaaranżował kanonik Jean Ringue, kampanolog archidiecezji strasburskiej.
Obecnie na wieżach wisi szesnaście dzwonów o łącznej masie 32 ton.
| Nr  | Nazwa                                  | Data odlania | Ludwisarz, miejsce odlania                                            | Ø (mm) | Masa (kg) | Dźwięk (HT-1/16) | Wieża                     |
| 1   | Dzwon Świętego Ducha (Le Bourdon)      | 1427         | Hans Gremp, Strasburg                                                 | 2220   | 8500      | as0 +6           | Dzwonnica                 |
| 2   | Dzwon Świętego Jana                    | 1977         | Heidelberger Glockengießerei                                          | 1749   | 3896      | b0 +4            | Dzwonnica                 |
| 3   | Dzwon Marii                            | 1975         | Heidelberger Glockengießerei                                          | 1456   | 2307      | des1 +6          | Dzwonnica                 |
| 4   | Dzwon Apostołów                        | 2006         | Glockengießerei A. Voegelé, Strasburg und Bruder Michael, Maria Laach | 1305   | 1605      | es1 0            | Dzwonnica                 |
| 5   | Dzwon Męczenników                      | 1977         | Heidelberger Glockengießerei                                          | 1205   | 1278      | f1 0+6           | Dzwonnica                 |
| 6   | Dzwon Papieski i Biskupi               | 1977         | Heidelberger Glockengießerei                                          | 1123   | 1122      | as1 0+8          | Dzwonnica                 |
| 7   | Dzwon Mnichów                          | 1977         | Heidelberger Glockengießerei                                          | 1006   | 795       | b1 0+7           | Dzwonnica                 |
| 8   | Dzwon Świętych Dziewic                 | 1977         | Heidelberger Glockengießerei                                          | 898    | 571       | c2 0+6           | Dzwonnica                 |
| 9   | Dzwon Dziesiąty (Zehnerglocke)         | 1786         | Matthäus III. Edel, Strasburg                                         | 1580   | 2450      | ces1 +3          | Dzwonnica                 |
| 10  | Dzwon Świętego Krzyża                  | 1987         | Karlsruher Glocken- und Kunstgießerei                                 | 1137   | 1052      | ges1             | Dzwonnica                 |
| 11  | Dzwon Pokoju                           | 2004         | Glockengießerei Bachert, Karlsruhe                                    | 727    | 304       | es20             | Wieża na skrzyżowaniu naw |
| 12  | Dzwon Anielski i Archanielski          | 1993         | Karlsruher Glocken- und Kunstgießerei                                 | 558    | 153       | as2 0            | Wieża na skrzyżowaniu naw |
| I   | Dzwon uzupełniający (Nachschlagglocke) | 1595         | Johann Jakob Miller, Strasburg                                        |        | 5285      | h0               | Wieża północna            |
| II  | Dzwon zegarowy (godzinny)              | 1691         | Jean Rosier und César Bonbon                                          |        |           | c1               | Wieża północna            |
| III | Dzwon zegarowy (kwadransowy, duży)     | 1787         | Matthäus III. Edel, Strasburg                                         |        |           | ges1             | Wieża północna            |
| IV  | Dzwon zegarowy (kwadransowy, mały)     | 1787         | Matthäus III. Edel, Strasburg                                         |        |           | b1               | Wieża północna            |

## Rzeźba

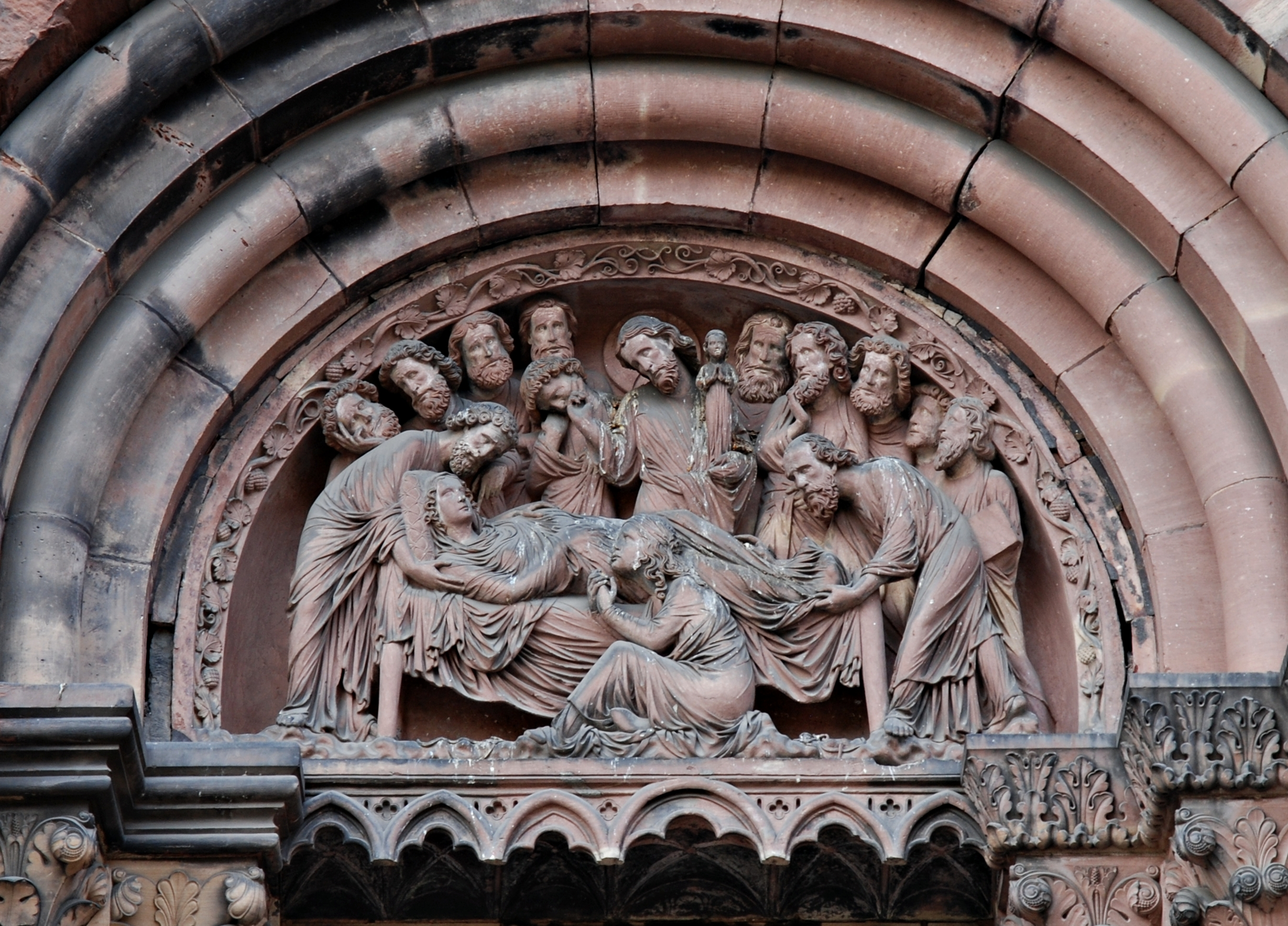
Zaśnięcie Marii Panny – tympanon portalu południowego ramienia transeptu

Katedra w Strasburgu posiada wielki zespół dzieł gotyckiej rzeźby architektonicznej oraz rzeźby monumentalnej. Znaczna ich część obecnie jest przechowywana w Museum Oeuvre des Notre Dame, natomiast in situ znajdują się ich wierne kopie. Najstarszą grupę tworzy zespół rzeźb i reliefów południowego ramienia transeptu są one datowane na około 1235 rok. Tę samą grupę tworzy umieszczony wewnątrz Filar Anielski. Następny cykl tworzą rzeźby elewacji frontowej katedry, w tym trzy portale wejściowe, datowane na początek XIV wieku. Z następnego stulecia pochodzą umieszczone wewnątrz epitafium Conrada de Busnang dłuta Mikołaja z Lejdy oraz ambona Hansa Hammera, którego rzeźbiony wizerunek znajduje się przy południowym ramieniu transeptu. Z początku XVI wieku pochodzi dekoracja rzeźbiarska kaplicy Św. Wawrzyńca.

### Eklezja i Synagoga

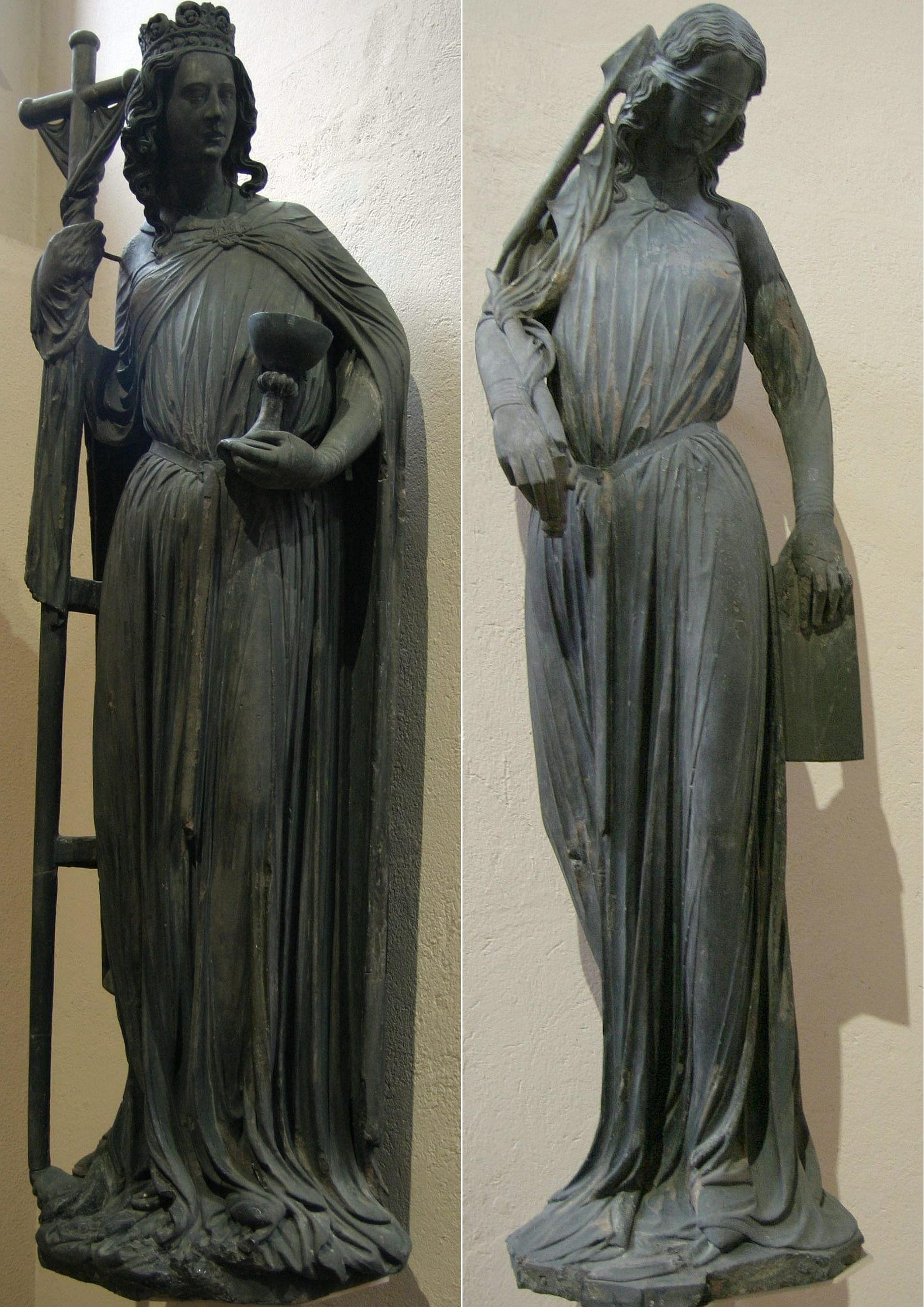
Ecclesia i Synagoga

Integralną częścią ideową kompozycji są flankujące portale stojące na przyporach pełnoplastyczne figury Eklezji (po stronie sprawiedliwych) i Synagogi (po stronie potępionych). Obecnie oryginalne figury znajdują się w przykatedralnym Musée de l’Œuvre Notre-Dame, zastąpione na zewnątrz wiernymi kopiami. Ich rzeźbiarskie uformowanie odpowiada symbolicznemu znaczeniu, pomyślane są jako przedstawienia Starego i Nowego Testamentu, ucieleśnienie zwycięstwa chrześcijaństwa nad prawem żydowskim. Obie postaci ukazane są en trois quarts w lekkim kontrapoście. Odziana w długie zwiewne szaty Eklezja ma na swoich skroniach koronę. Jej wyraz twarzy bynajmniej nie obrazuje triumfu nad Synagogą; jest chłodny, surowy, co może określać jej stanowczość i władczość. Zmysłowa wręcz w swojej pozie Synagoga jest wyobrażeniem złudnego piękna, jej przewiązane draperią oczy obrazują zaślepienie, zaś złamana włócznia i tablice Mojżeszowe które wypadają z jej rąk symbolizują grzech. Ówczesna teologia nadała tej alegorycznej postaci niegdyś "pierwszej oblubienicy Boga" jej negatywny aspekt "okazawszy niewierność [Bogu] i stoczywszy się do roli dziwki, na końcu czasów znów się do Niego zwróci". Zwrot ten może przepowiadać lekko podniesiona głowa postaci. Zmysłowość Synagogi podkreślają szaty, z przejrzystego materiału, przepasane na biodrach, obciskające jej ciało niczym mokry jedwab. Ponadto, figury Eklezji i Synagogi są opracowane przez rzeźbiarza z każdej strony.

### Filar Anielski

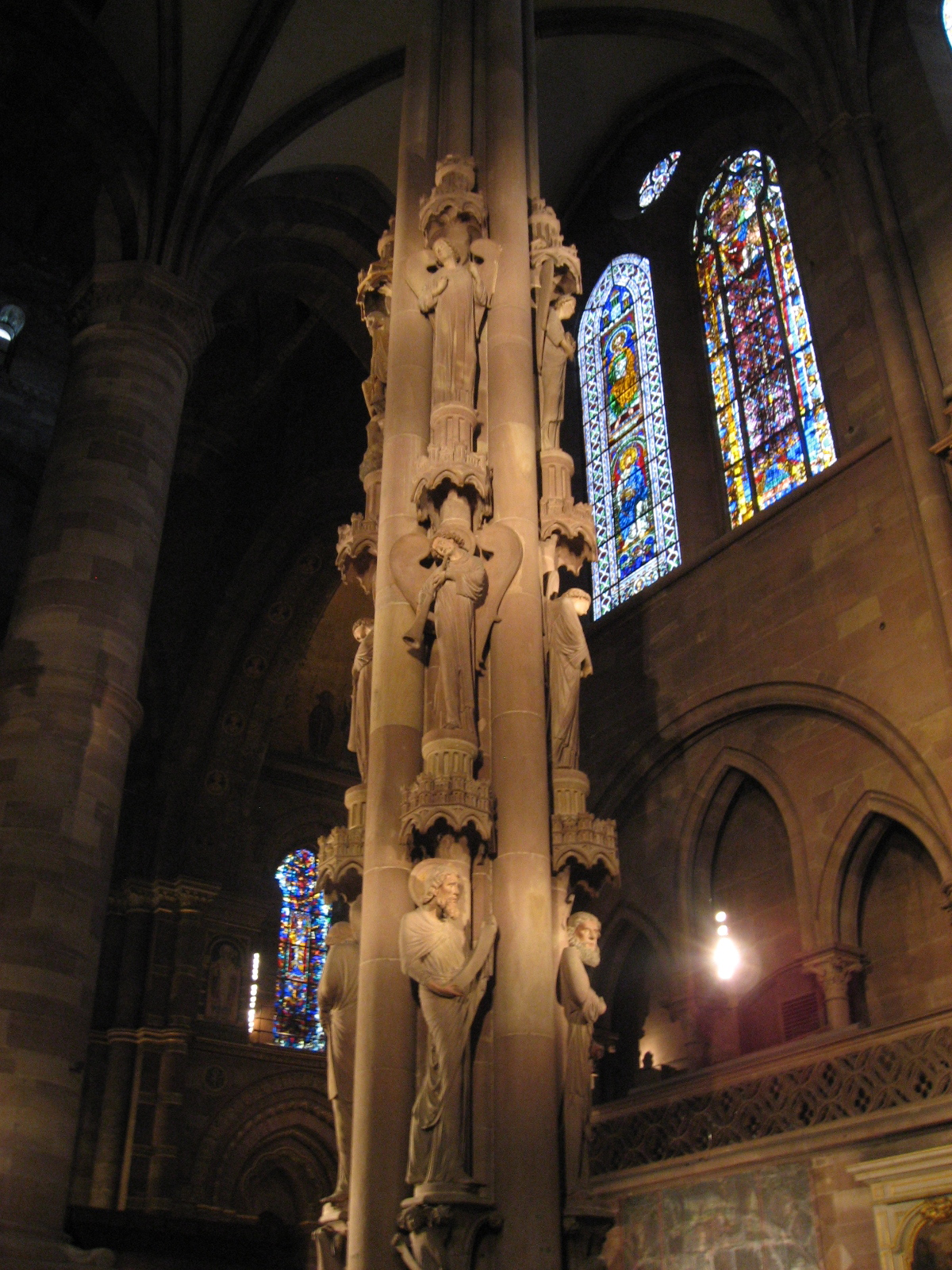
Filar Anielski

Pośrodku nawy południowej stoi filar wiązkowy nazywany ze względu na figury aniołów Filarem Anielskim, datowany na około 1225–1230 r. Rzeźby te de facto tworzą scenę Sądu Ostatecznego, który charakteryzuje się wyjątkowością i odmiennością od przyjętej powszechnie normy przedstawiania tego wątku i należy do odosobnionych w kontekście sztuki gotyckiej. Pomiędzy czterema wtopionymi w główny filar smukłymi kolumienkami (zwieńczonymi u nasady sklepienia kapitelami z motywami roślinnymi) zostały rozmieszczone w trzech strefach pełnoplastyczne figury, nad którymi znajdują się baldachimy w formie oktogonalnych wieżyczek. Na konsolach umieszczono figurki aniołów z banderolami. Nie zachowały się do dziś inskrypcje, które pierwotnie były na nich umieszczone. W dolnej strefie znajdują się posągi Czterech Ewangelistów, powyżej zaś dmące w trąby cztery anioły. Trzy anioły znajdują się również w najwyższej strefie, przy czym trzymają w rękach arma Christi. Na tej wysokości, ponad konsolą z płaskorzeźbionymi zmartwychwstającymi postaciami umieszczony został tronujący Chrystus, który prezentuje swoje ślady męki – rany na rękach i boku, a zarazem sądzi tych, którzy mają być później zbawieni i potępieni. W przeciwieństwie do romańskich wizerunków Chrystusa-Sędziego, twórca wizerunku Zbawiciela na Filarze Anielskim nie miał bynajmniej na celu wzbudzić wśród ludu strach przed Sądem Ostatecznym, ale ukazać boskie miłosierdzie. Znakiem tego jest ostentacja śladów Męki, które w kontekście chrześcijańskiej eschatologii oznaczają dar zbawienia.

## Wystrój wnętrza

### Ambona

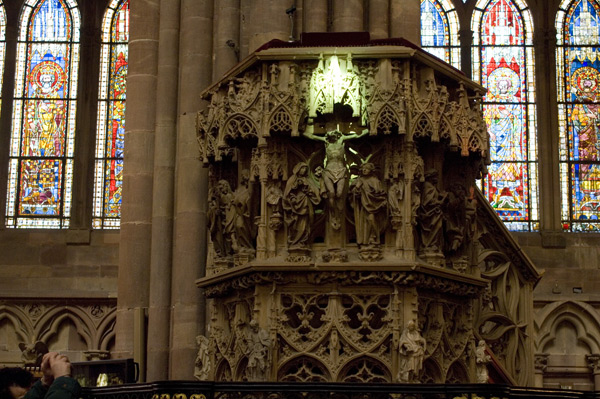
Fragment ambony

Przylegająca do jednego z północnych filarów nawy głównej późnogotycka kazalnica została wykonana w latach 1484–1486, na zlecenie Jeana Geilera de Kayserberg, który był kaznodzieją katedralnym w latach 1471–1510. Autorem dzieła jest Hans Hammer. W XVIII i XIX wieku została odnawiana, wówczas dodano kilka figur. Nie zachował się do dziś baldachim. Od strony stylistycznej dzieło to łączy późnogotycki realizm z francuskim gotykiem płomienistym. Ambona charakteryzuje się przewagą form architektury nad rzeźbami, te zaś widoczne są dzięki zastosowaniu kamienia o odmiennym, ciemniejszym zabarwieniu, bez zastosowania polichromii. Od strony nawy bocznej na mównicę prowadzą dwubiegowe schody z balustradą o bogatej dekoracji maswerkowej (m.in. motyw rybiego pęcherza). Platforma przejścia pomiędzy pierwszym i drugim biegiem schodów wsparta jest na trzonie, ozdobionym figurami m.in. Nicolausa de Haguenau oraz Veita Wagnera. Na korpusie ambony przedstawienia Grupy Ukrzyżowania (Chrystusa z Marią i Janem Ewangelistą) w otoczeniu apostołów. Poniżej figury Czterech Ewangelistów oraz Czterech Doktorów Kościoła. Przy trzonie wspierającym korpus, w dolnej części figura Marii w otoczeniu świętych. Bogatą dekorację architektoniczną tworzą ażurowe baldachimy ponad figurami, fiale, łuki arkadowe, tzw. "odwrócone arkady" (u nasady korpusu) oraz rzeźbione formy roślinne.

### Zegar astronomiczny

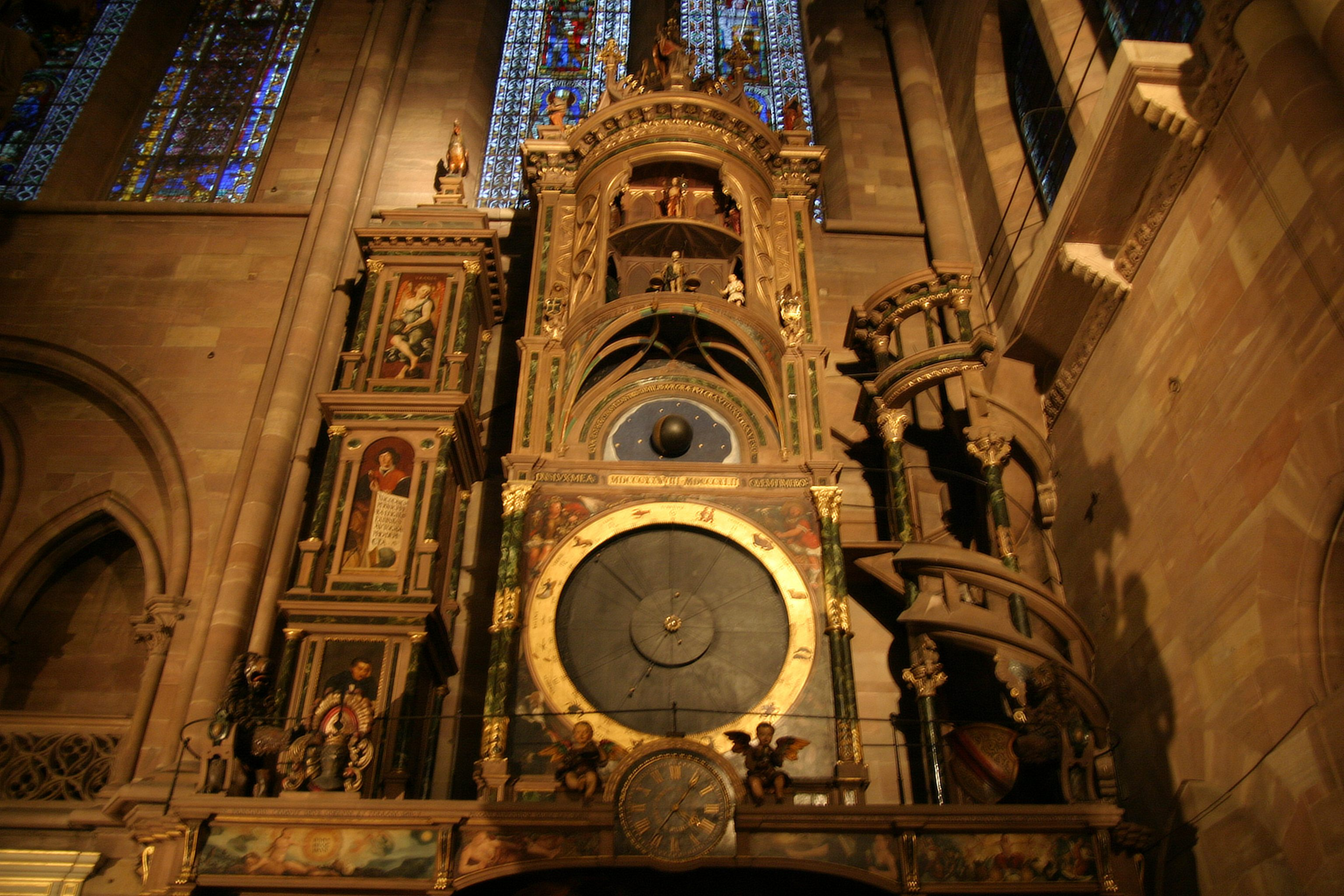
Zegar astronomiczny

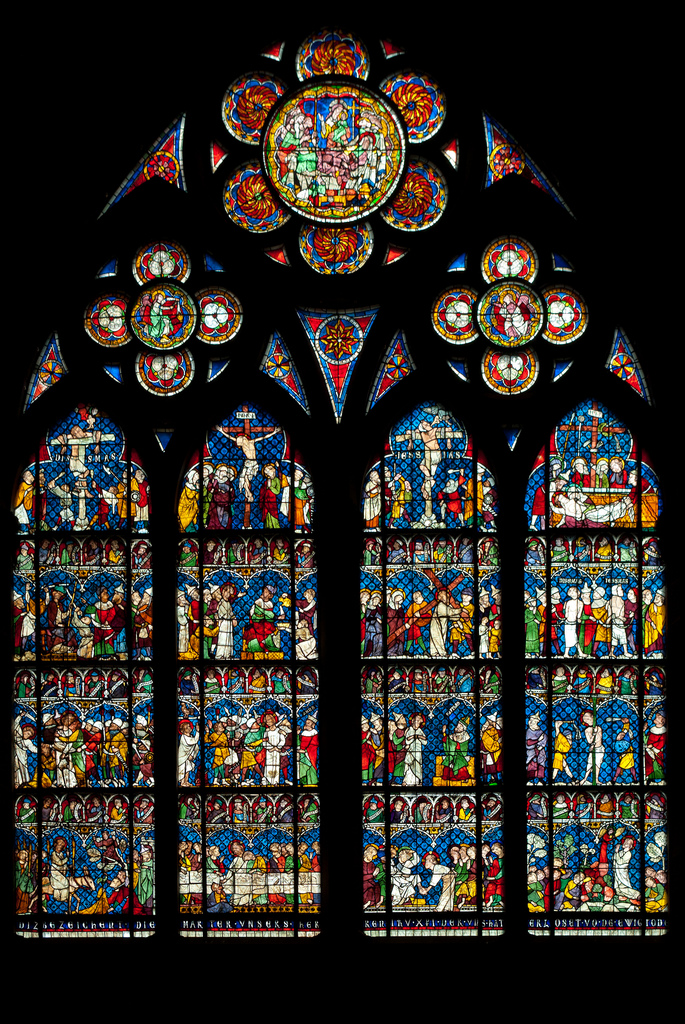
Gotycki witraż w południowej nawie bocznej

Jedynym przykładem sztuki renesansowej zachowanej w katedrze jest monumentalny zegar astronomiczny który jednocześnie jest dziełem nauki i technologii. Stoi przy wschodniej ścianie południowego ramienia transeptu. Wcześniej w tym miejscu znajdował się również zegar, Trzech Króli (Dreikönigsuhr) który powstał w latach 1352–1354. Wiadomo iż zegar miał dwie tarcze, kalendarzową i astronomiczną. Godzinę południową wybijał carillon, pojawiały się figurki Trzech Króli, które kłaniały się w stronę posągu Marii z Dzieciątkiem.
Część zegaru zachowała się do dziś w zbiorach miejscowego Muzeum Rzemiosła Artystycznego
Jednym z dzieł, które zostało znajduje się in situ, przeniesione z dawnego zegara jest znajdujący się na wierzchołku zegara pozłacany kogut – symbol Pasji Chrystusa.
Obecna kamienna struktura architektoniczna powstała w latach 1571–74 według projektu architekta Bernharda Nonnenmachera. Budowniczy katedry Hans Uhlberger zbudował skrzynię zegara która jest bogato zdobiona malowidłami pędzla Tobiasza Stimmera. Matematycy Konrad Dasypodius i David Volkenstein sporządzili koncepcję mechanizmu zegarowego.

### Epitafium Conrada de Busnang
W kaplicy Św. Jana Chrzciciela przylegającej do wschodniej absydy znajduje się niewielkie płaskorzeźbione w kamieniu epitafium prawdopodobnie Conrada de Busnang. Dzieło wykonał Mikołaj z Lejdy rzeźbiarz zaliczany do czołowych artystów reprezentujących późnogotycki realizm, działający w tym mieście, a następnie m.in. w Trewirze, Konstancji i w Wiener Neustadt.
Zachowała się górna część epitafium w formie wnęki obramionej łukiem typu ośli grzbiet w którym to znajdują się trzy rzeźbione popiersia – Madonny z Dzieciątkiem które wyrywa się z rąk Marii i dotyka rąk fundatora ukazanego w geście modlitewnym. Tło które tworzą liczne elementy architektury późnogotyckiej sugeruje wnętrze pomieszczenia. Motyw ten został przyjęty w XV-wiecznym malarstwie niderlandzkim.

## Galeria

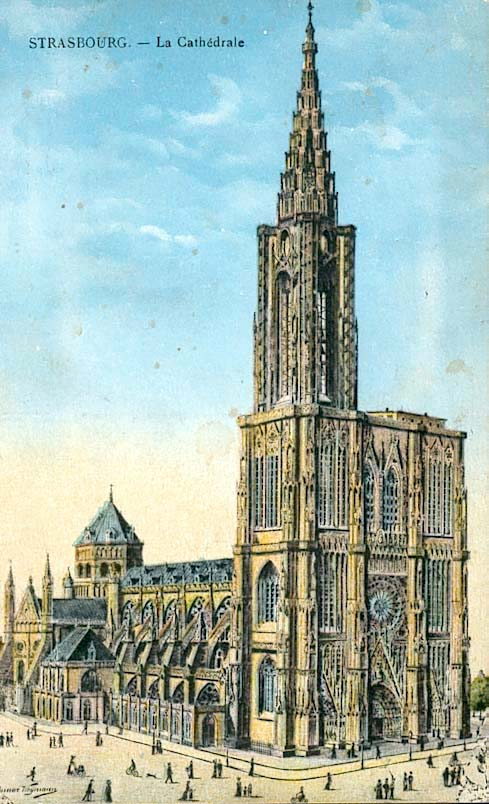
Widok na katedrę według Ottomara Weymanna
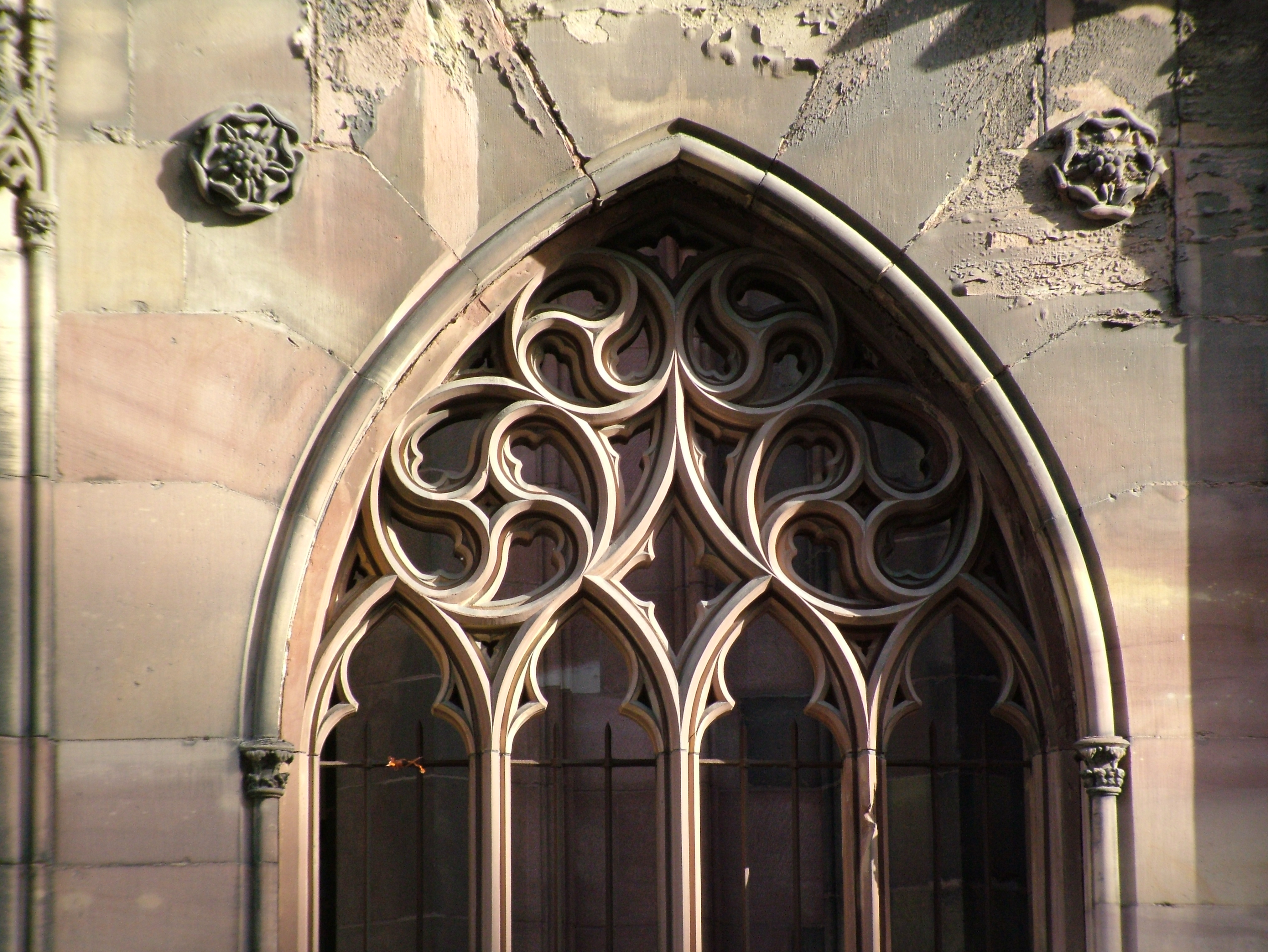
Jedno z późnogotyckich okien katedry, z maswerkami z motywem "rybiego pęcherza"
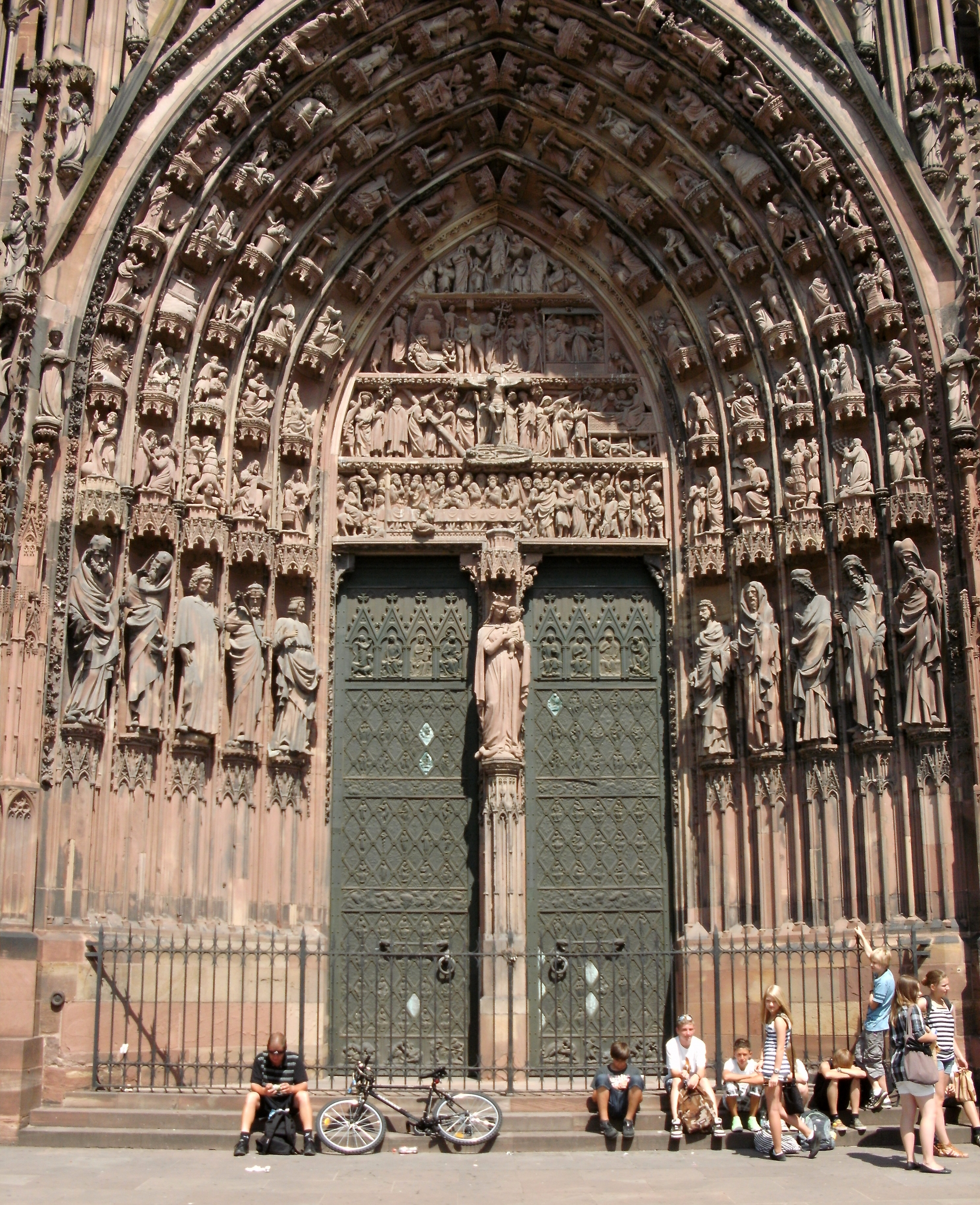
Fragment portalu zachodniego
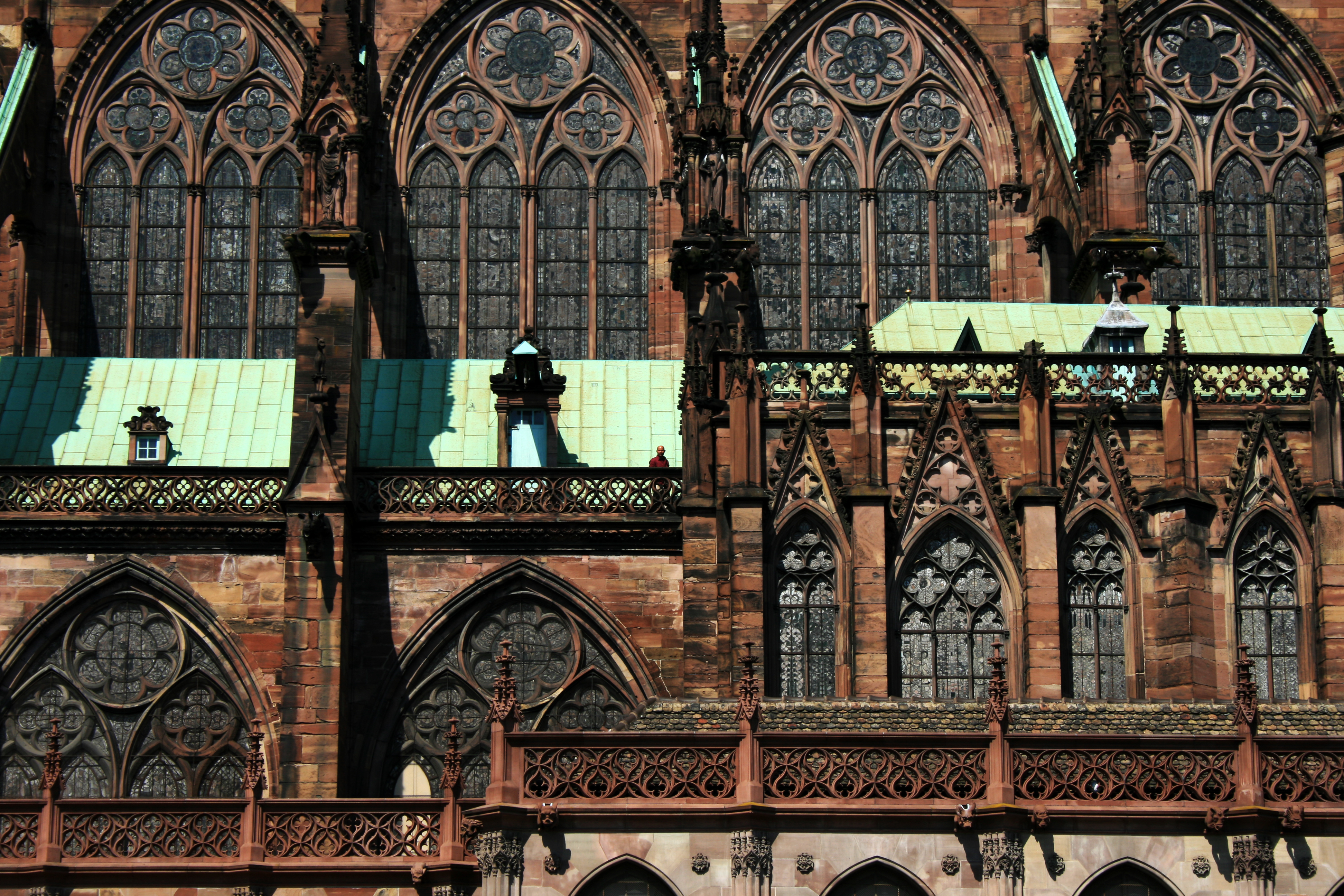
Fragment południowej elewacji korpusu nawowego

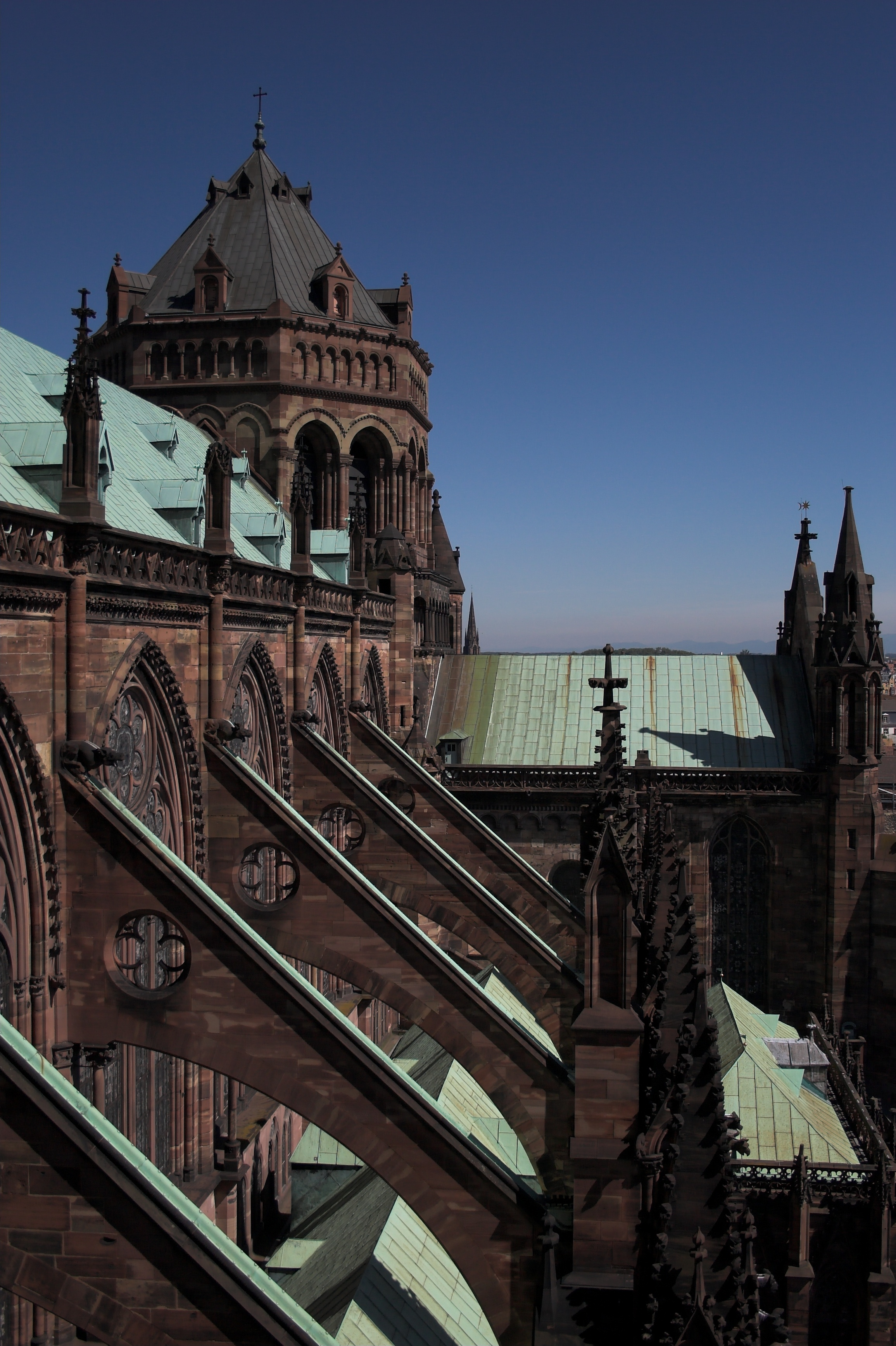
Widok na łęki oporowe. W głębi późnoromańska kopuła
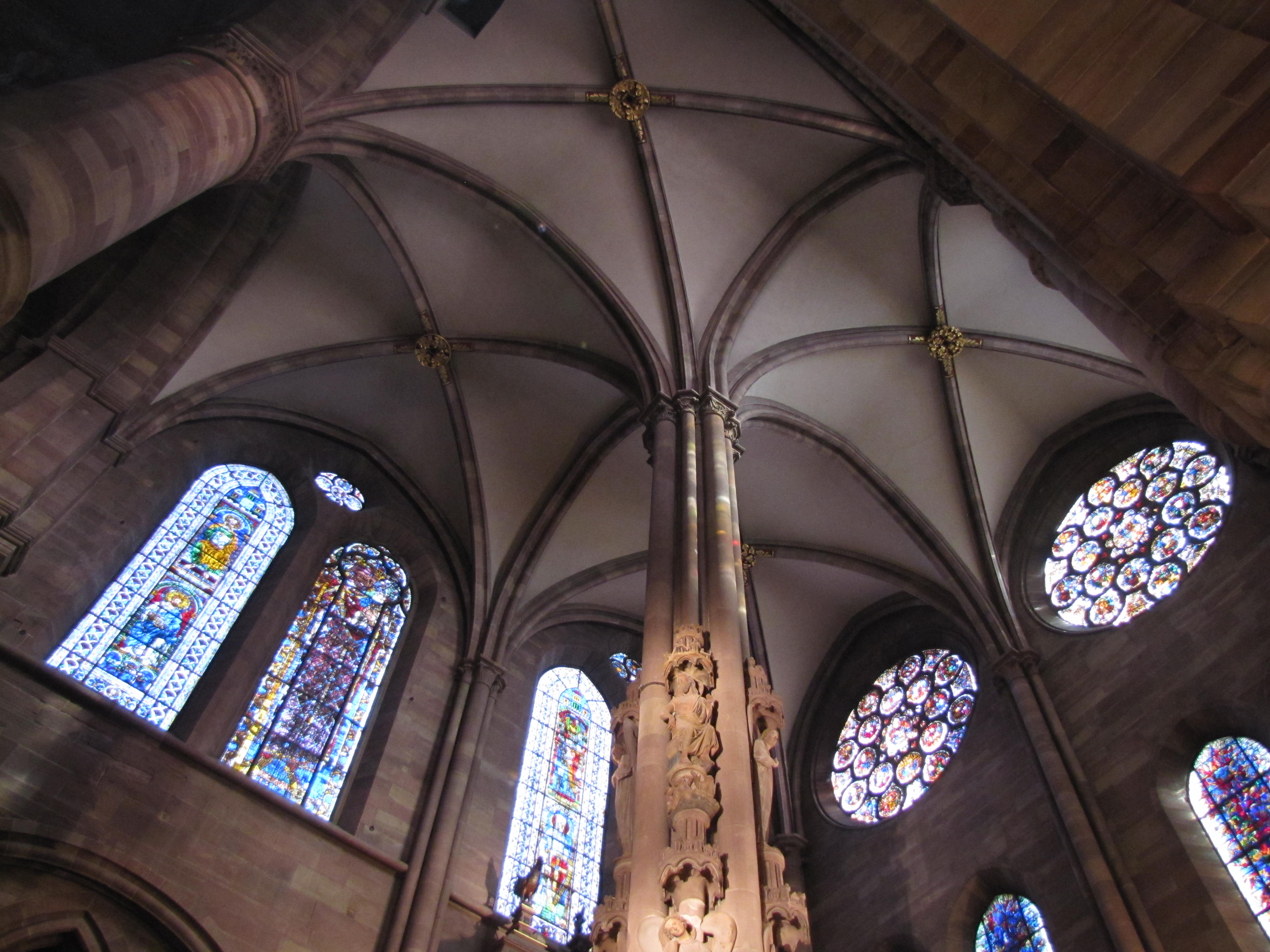
Sklepienia południowego ramienia transeptu
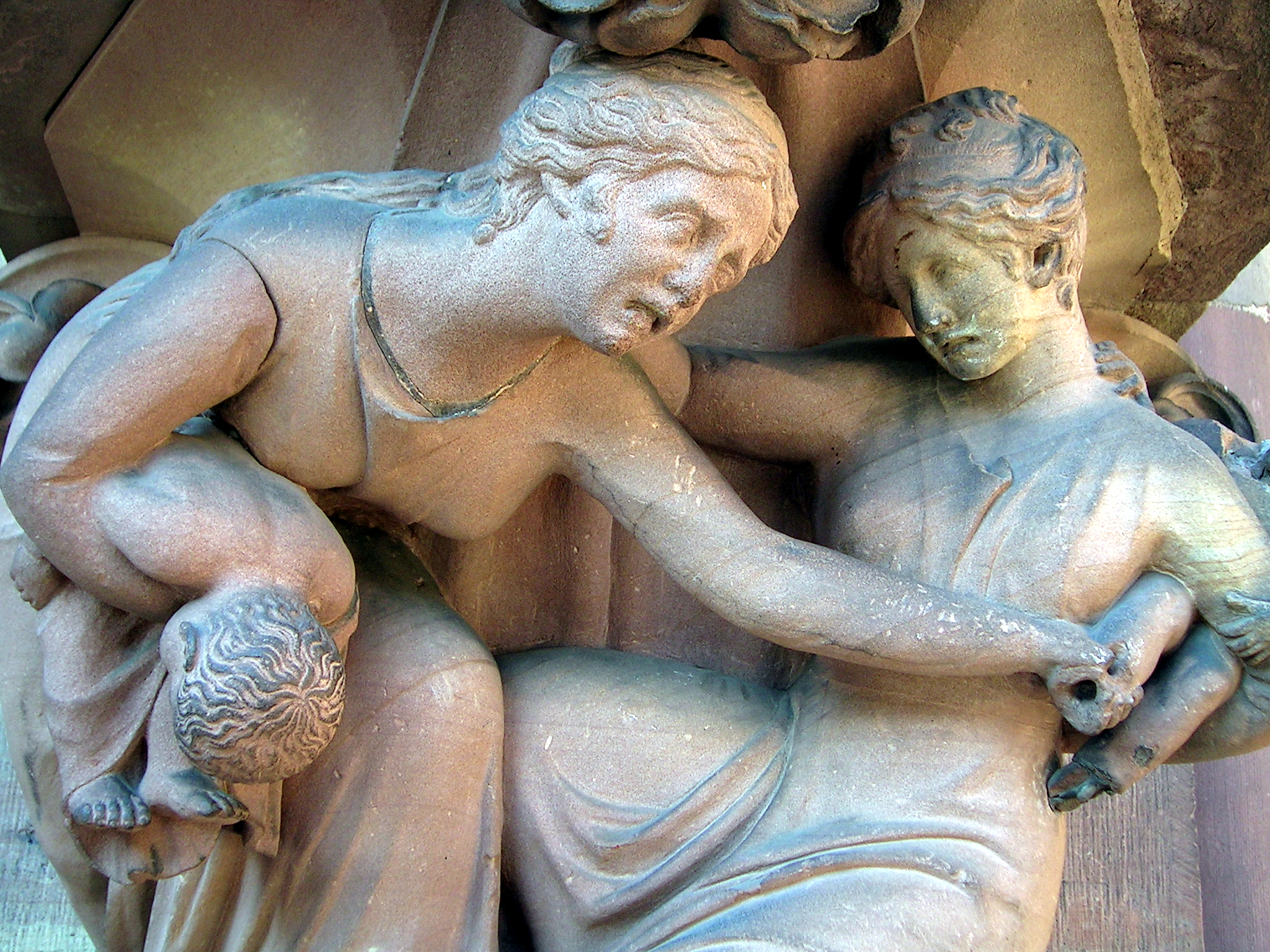
Fragment portalu północnego
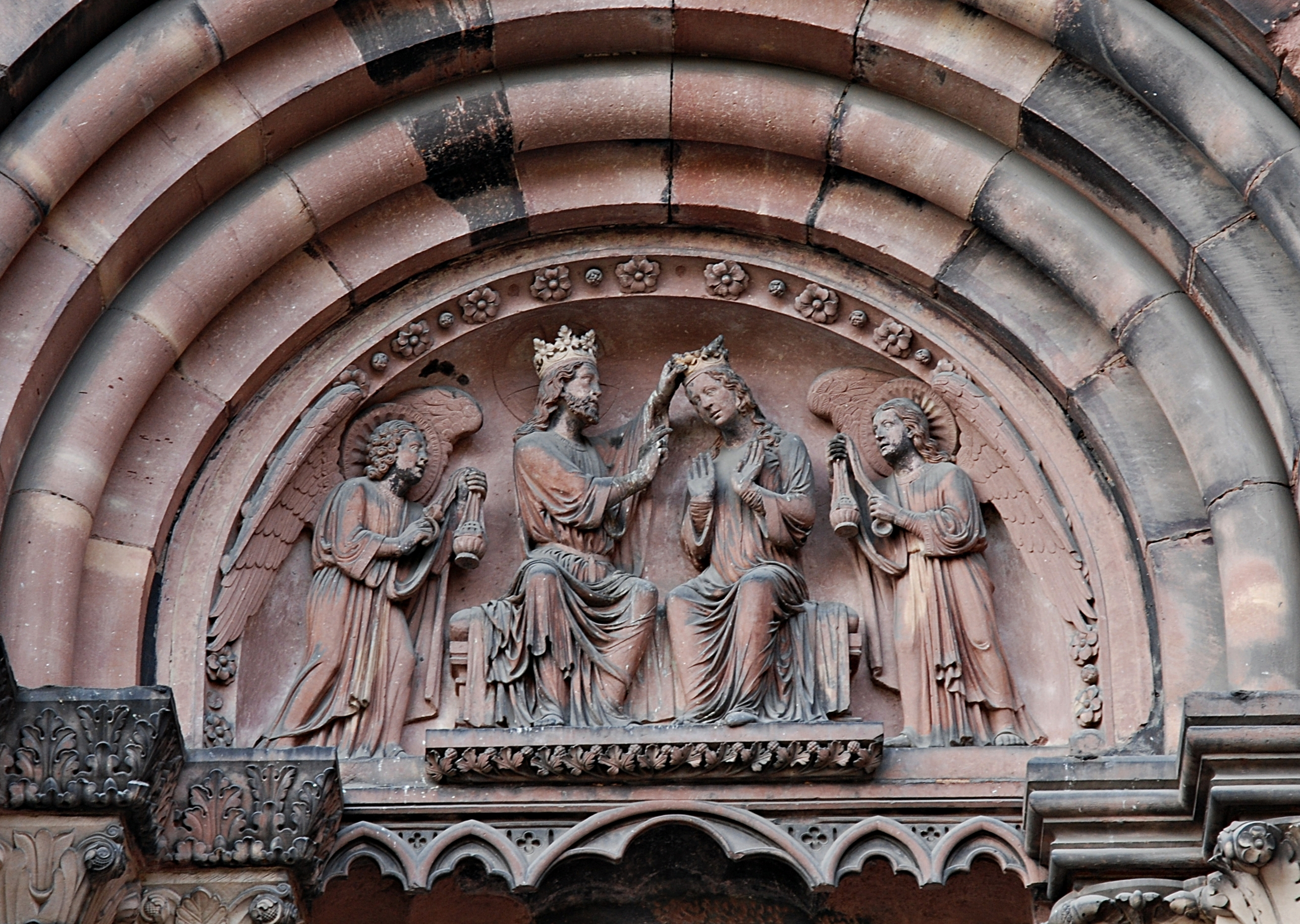
Koronacja Marii – tympanon portalu południowego transeptu

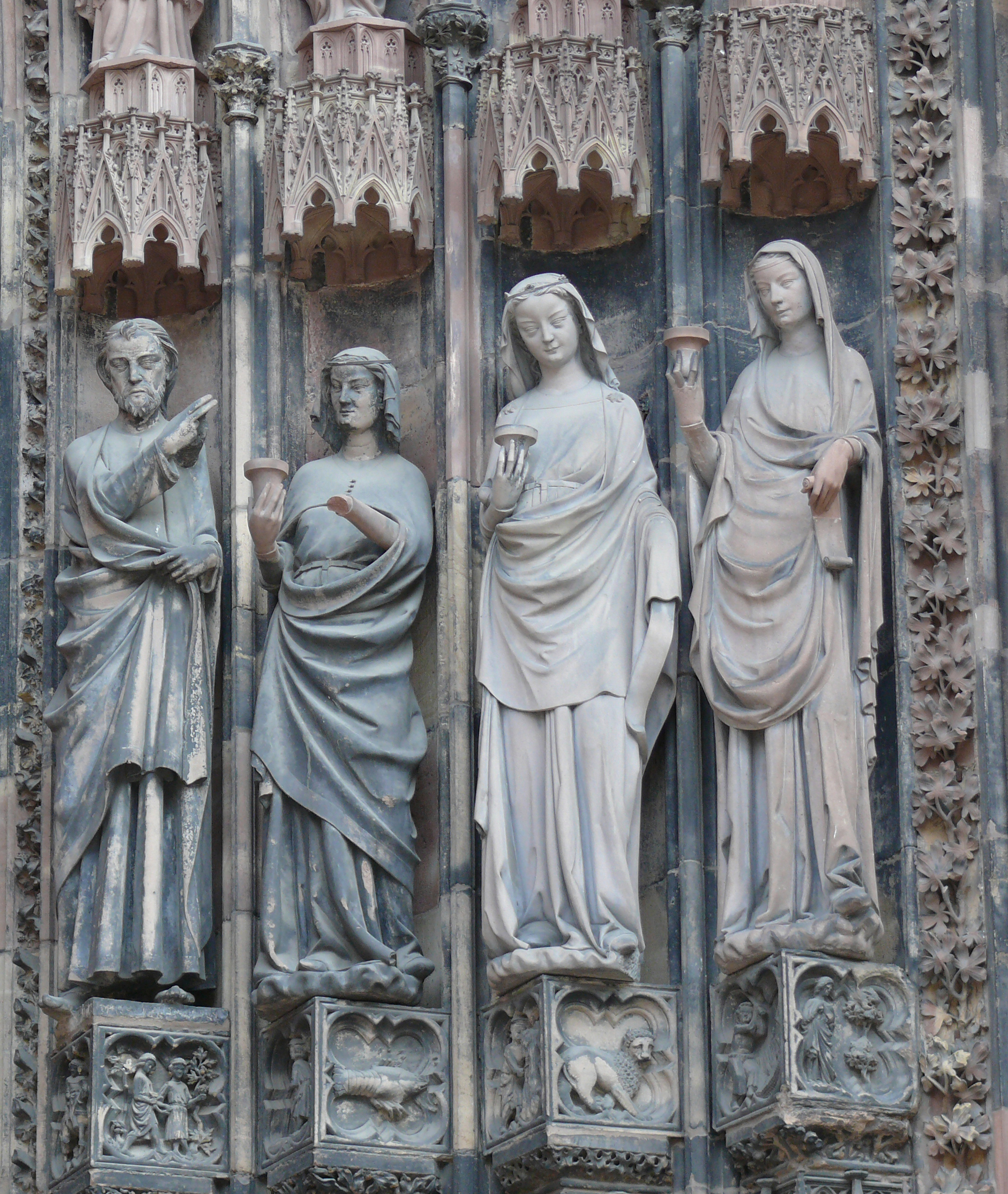
Chrystus i Panny Mądre
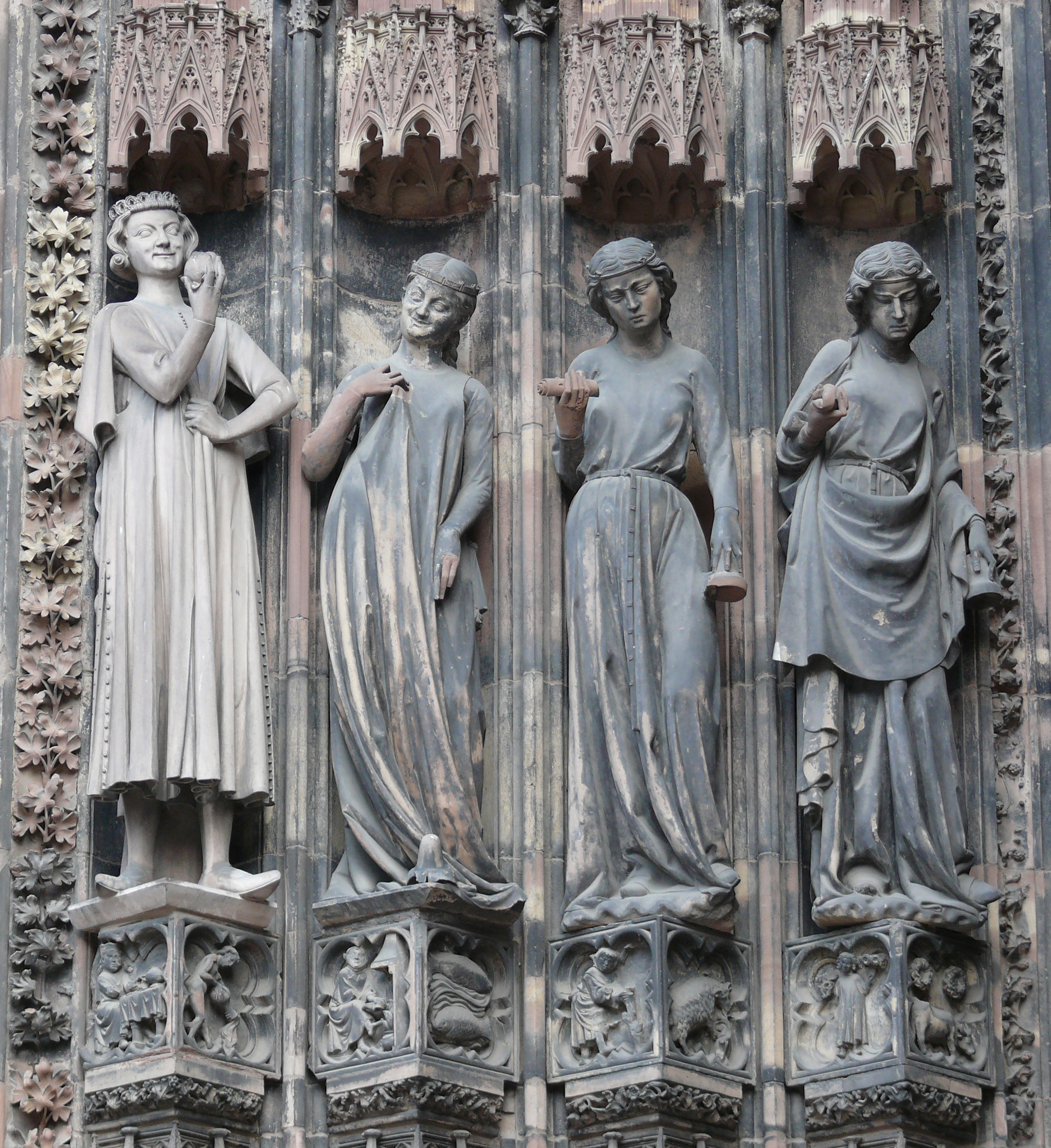
Kusiciel i Panny Głupie
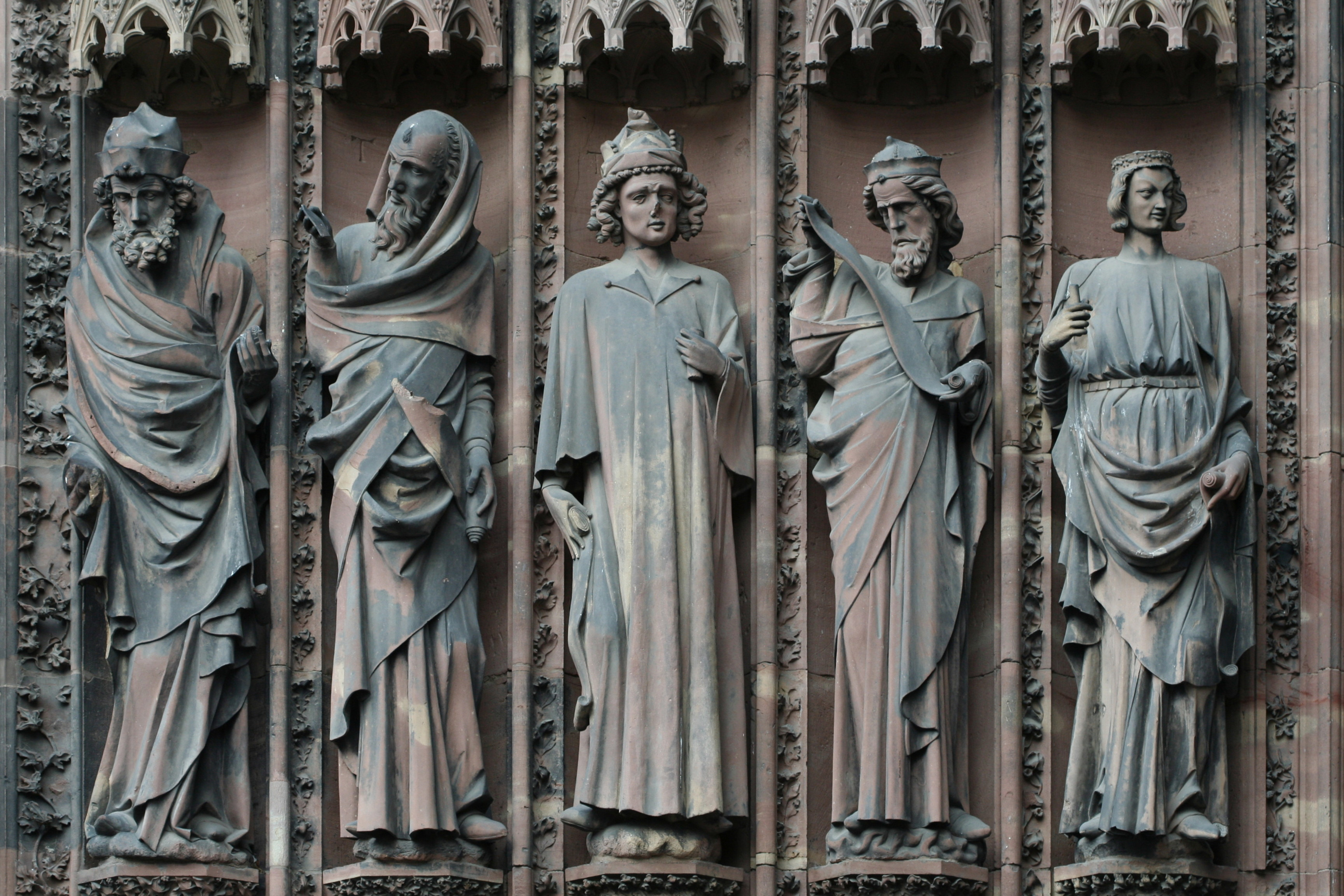
Apostołowie z głównego portalu katedry (lewa strona)
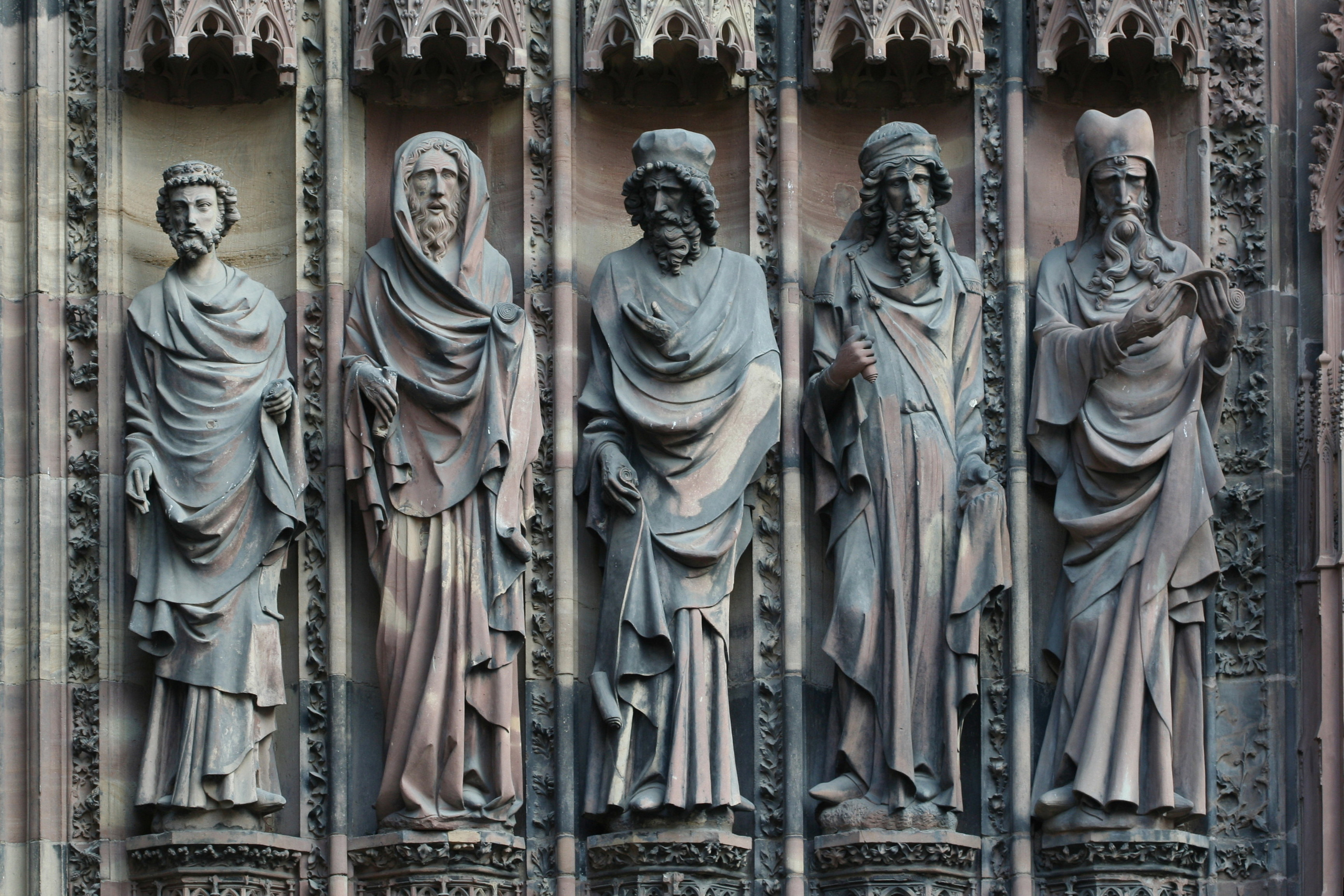
Apostołowie z głównego portalu katedry (prawa strona)

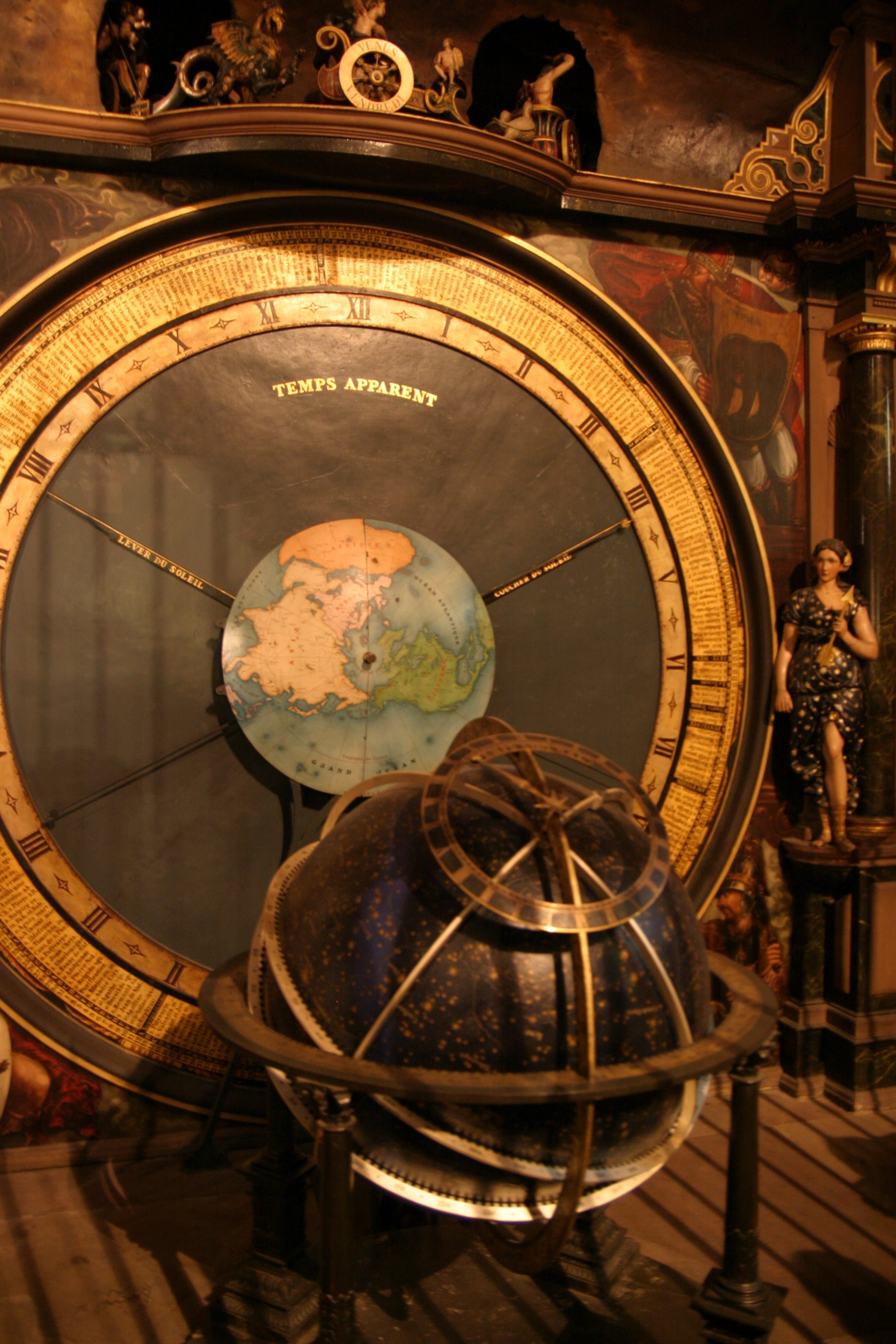
Fragment zegara astronomicznego
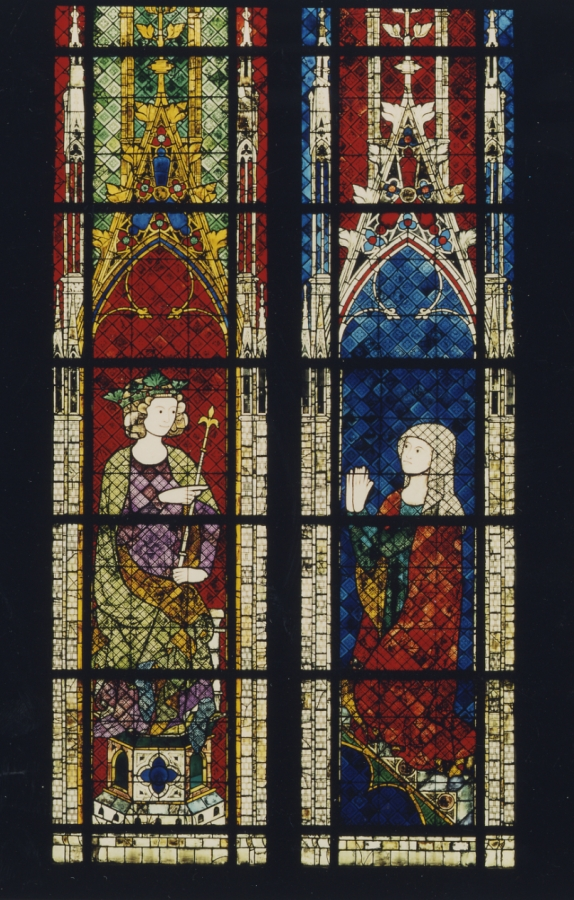
Gotycki witraż z 1340 r.
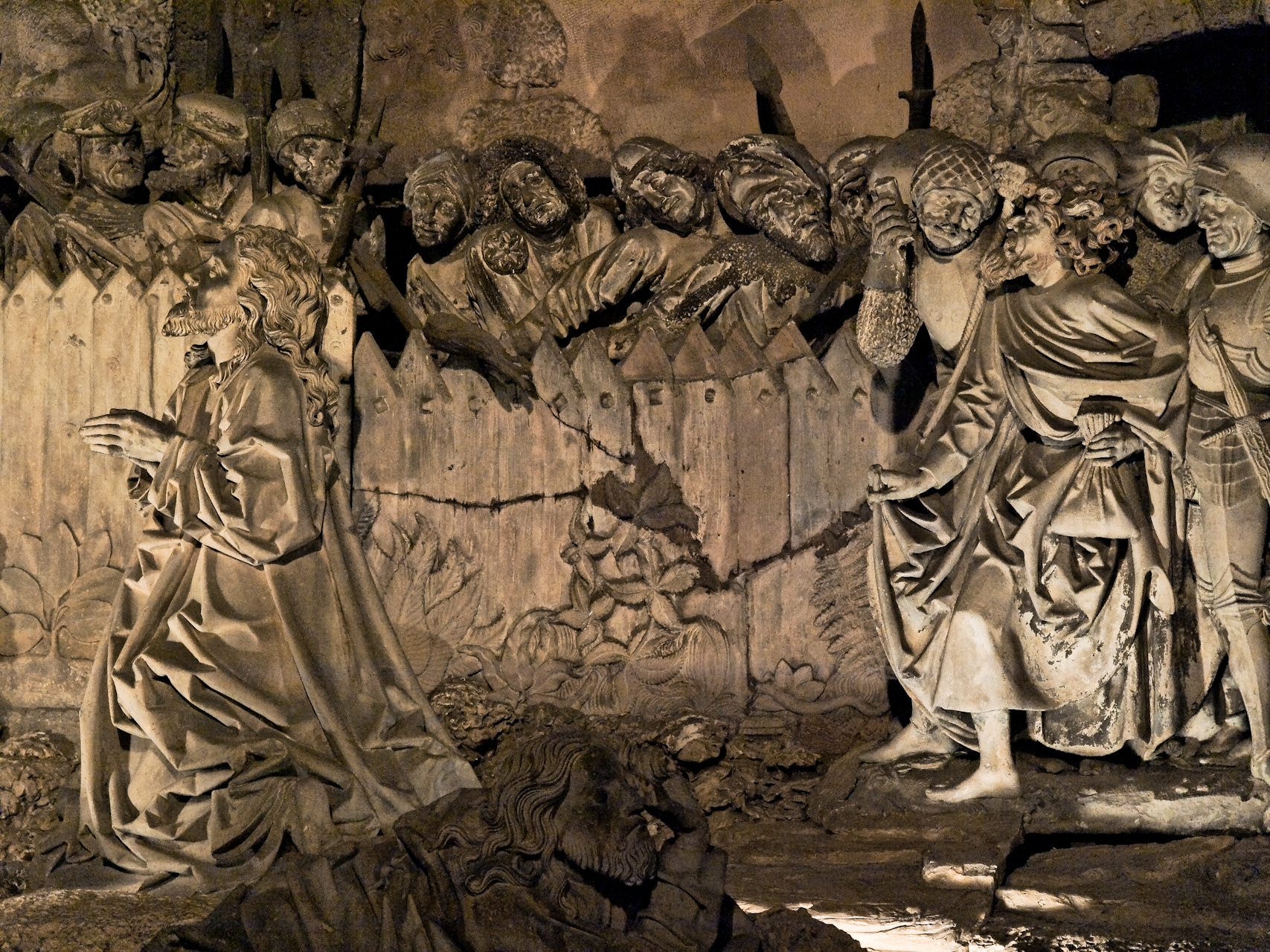
Fragment Ogrojca z XV w.
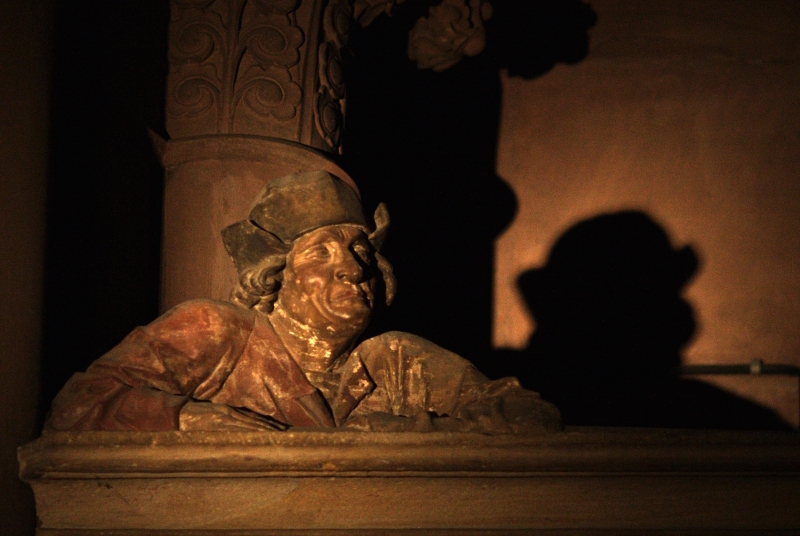
Popiersie Hansa Hammera z XV w. na balustradzie chóru

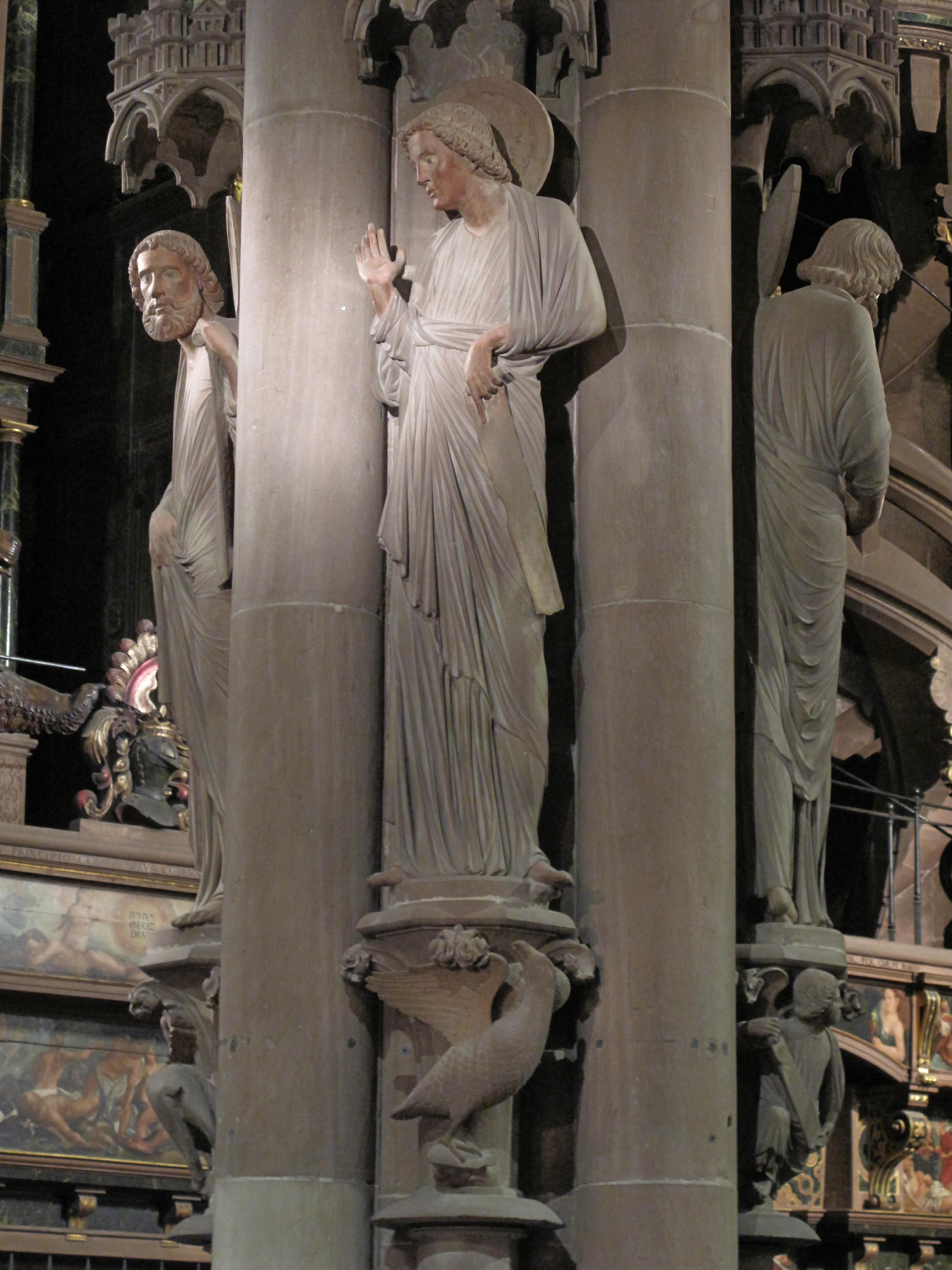
Ewangeliści z Filara Anielskiego
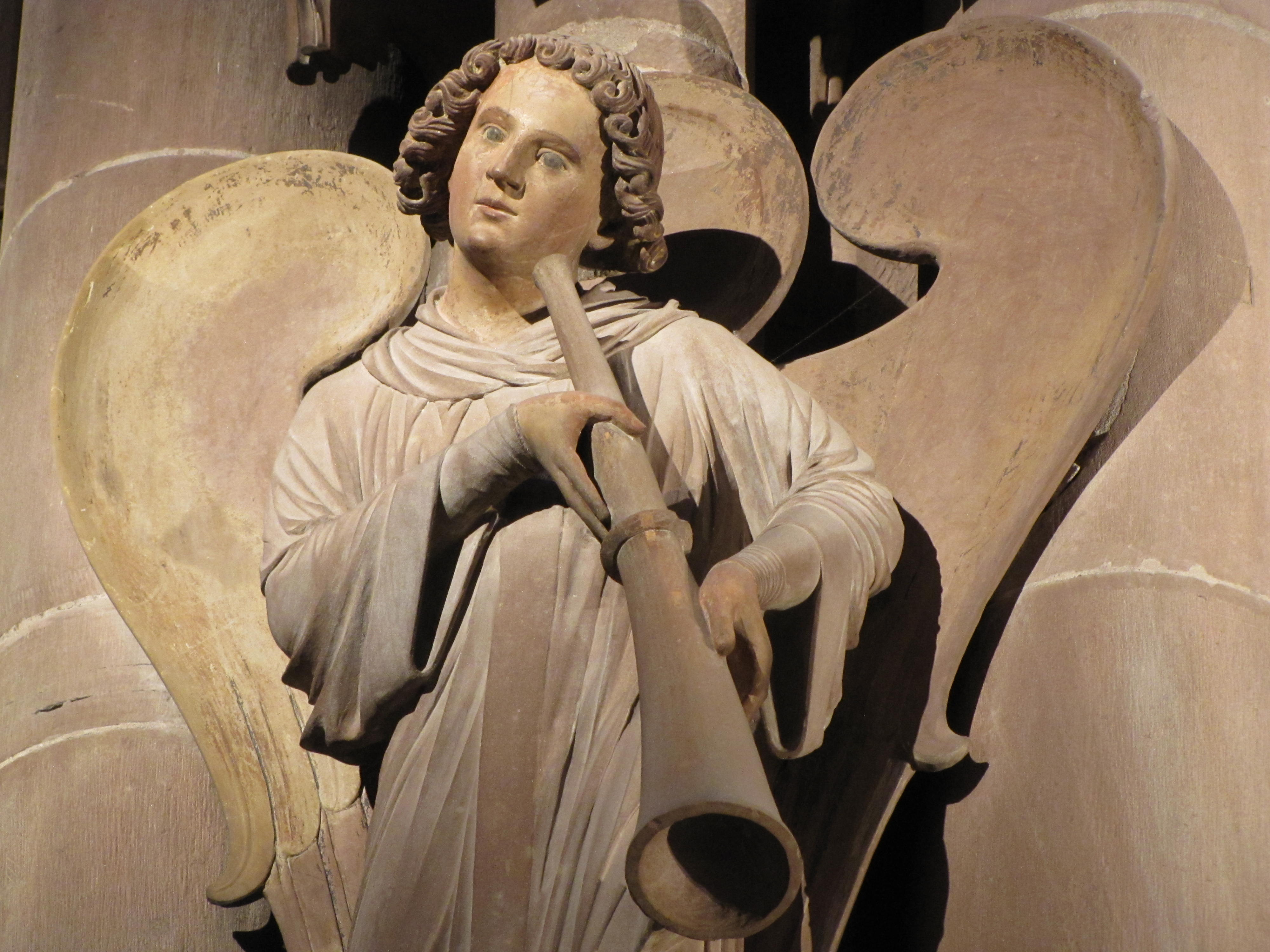
Trąbiący anioł – fragment Filara Anielskiego
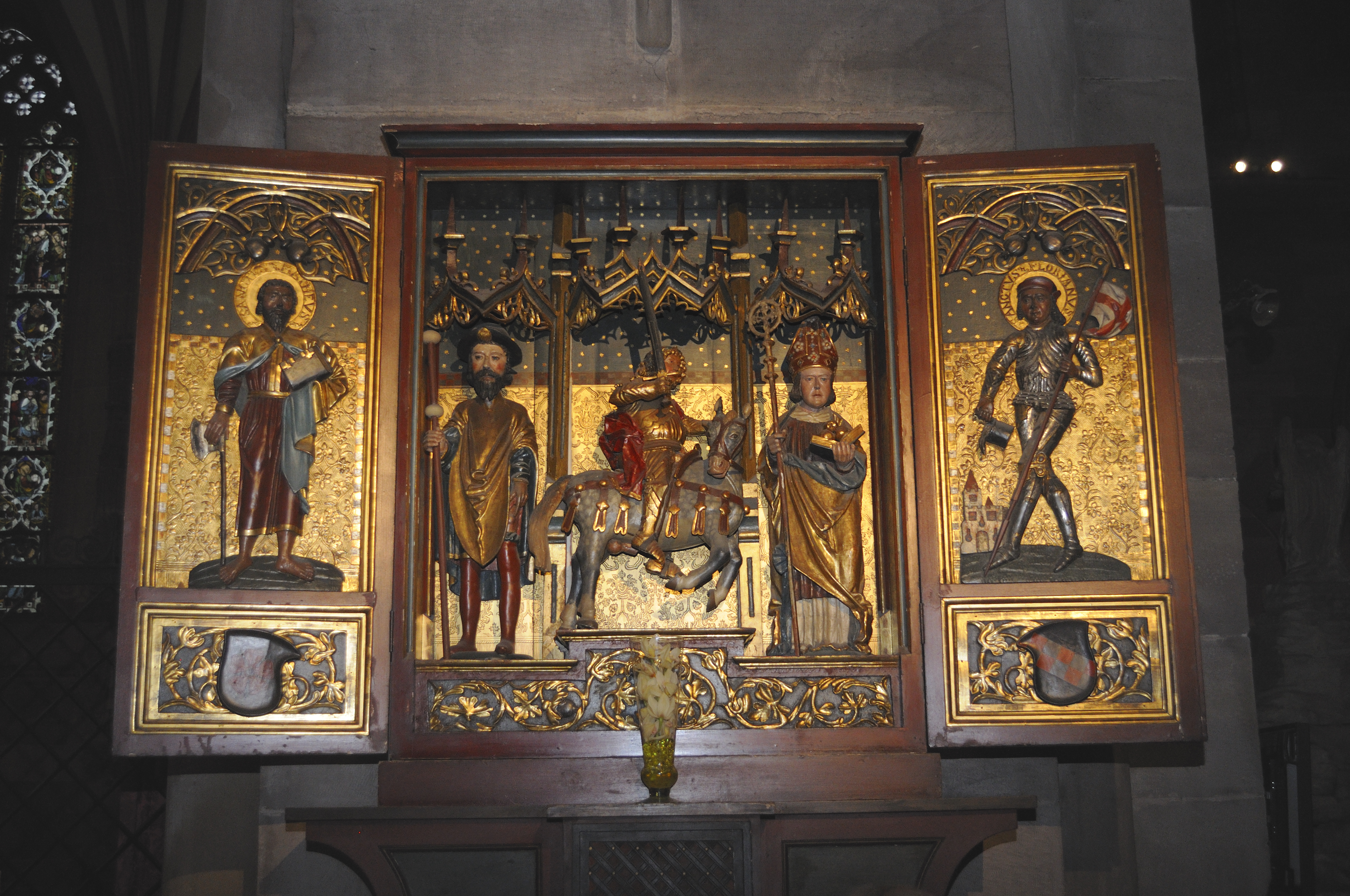
Ołtarz Świętych Rocha, Maurycego i Mikołaja
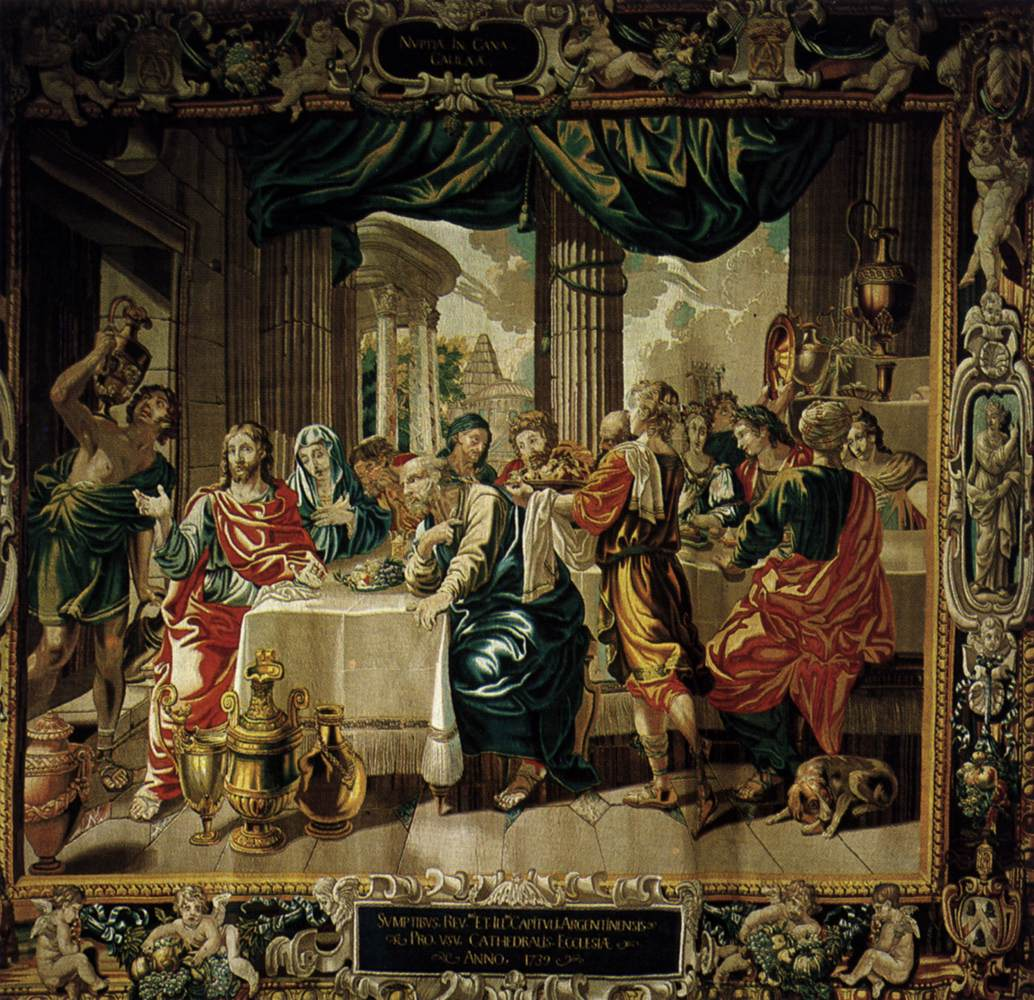
Gody w Kanie, XVII-wieczna tapiseria

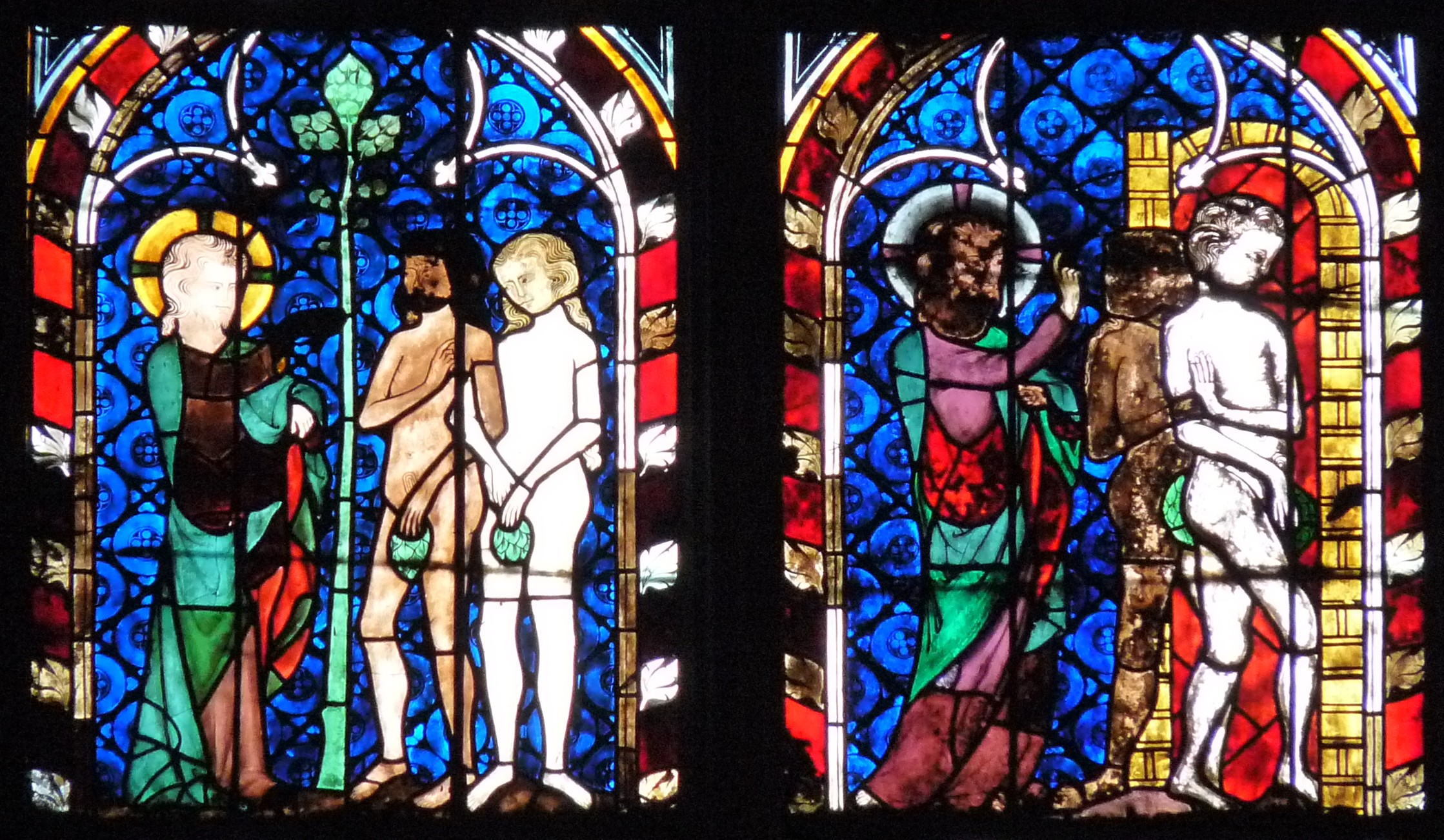
Adam i Ewa oraz Wygnanie z Raju, fragment gotyckiego witraża
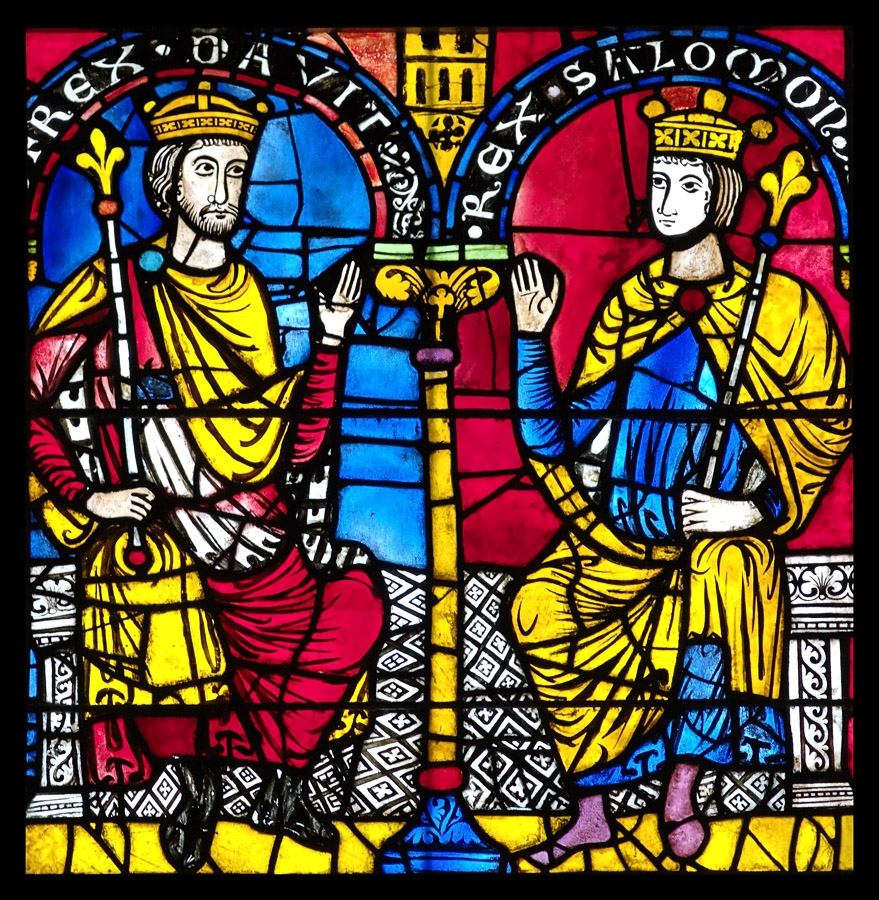
Królowie Dawid i Salomon, fragment witraża z XIII w.
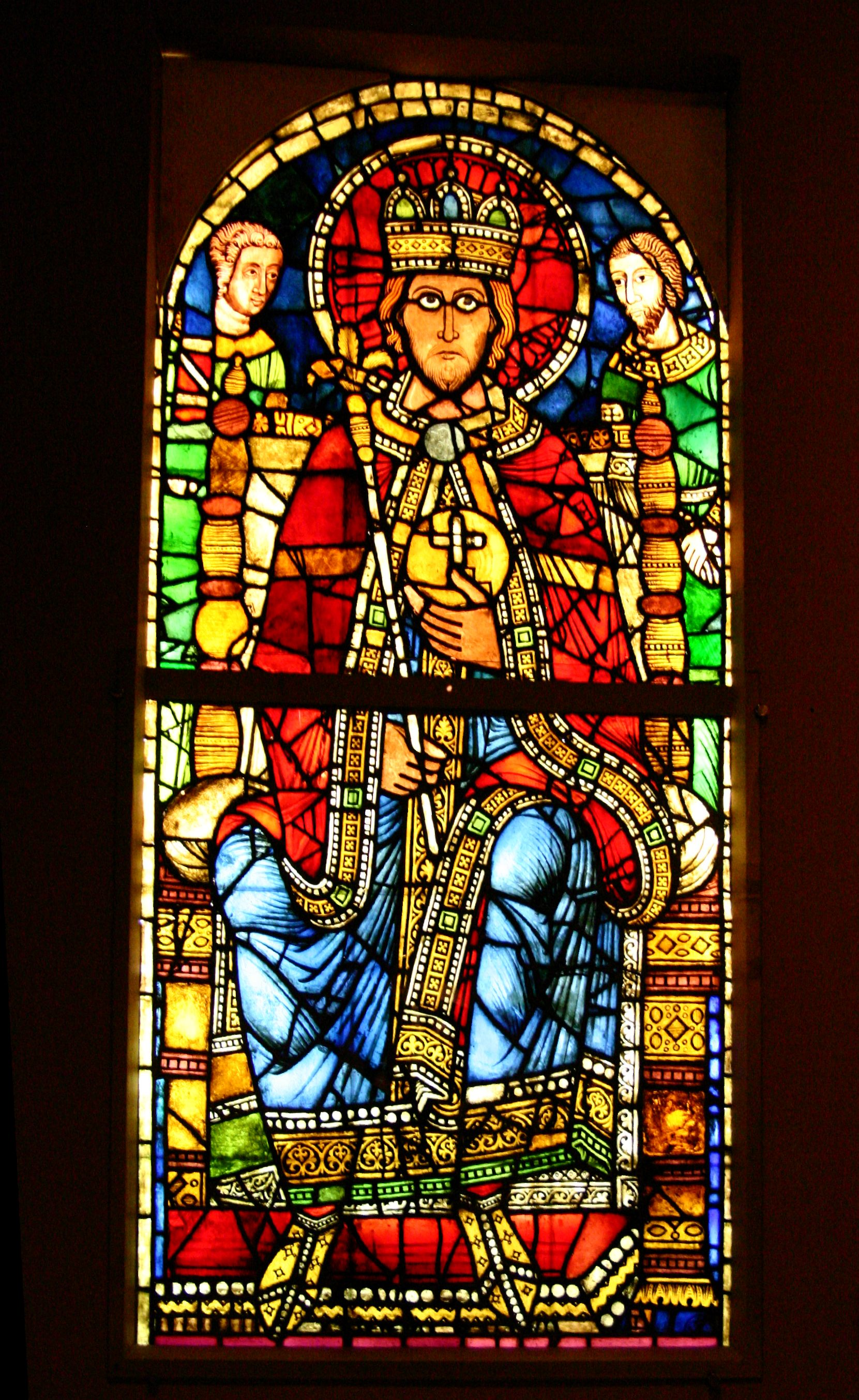
Romański witraż z XIII w.
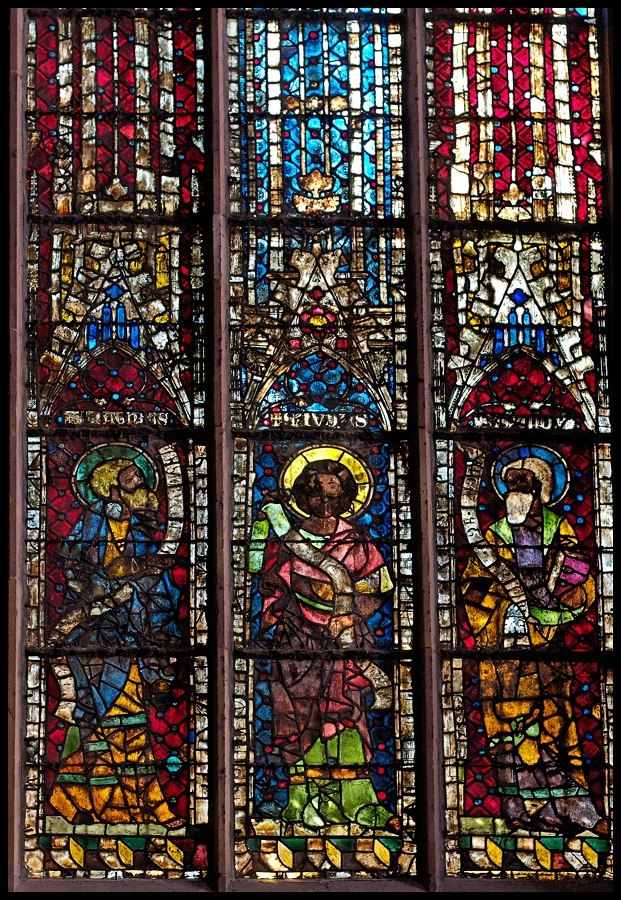
Witraż z 1350 r. z wizerunkami świętych Jakuba, Jana i Tomasza

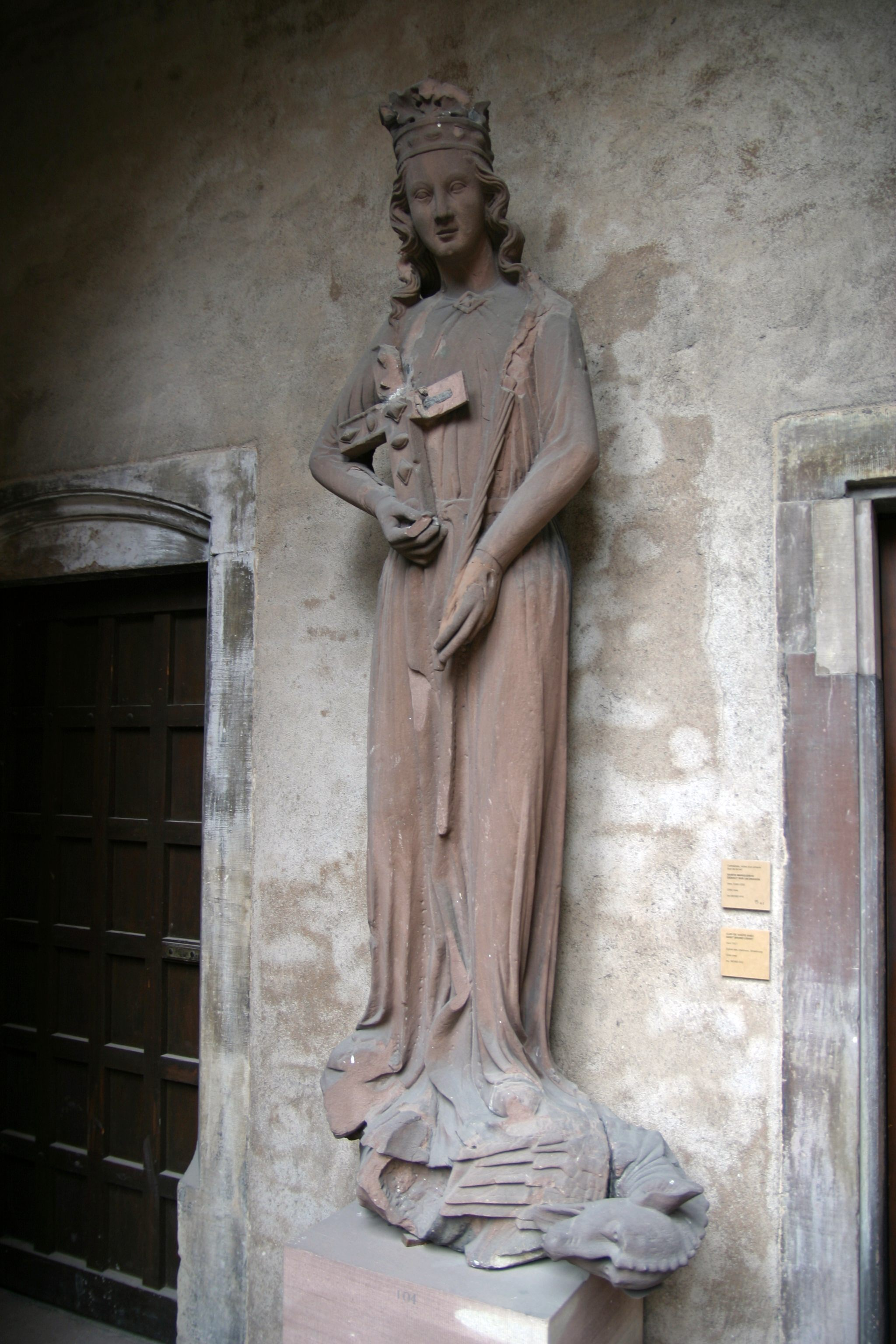
Jedna z oryginalnych figur południowego ramienia transeptu
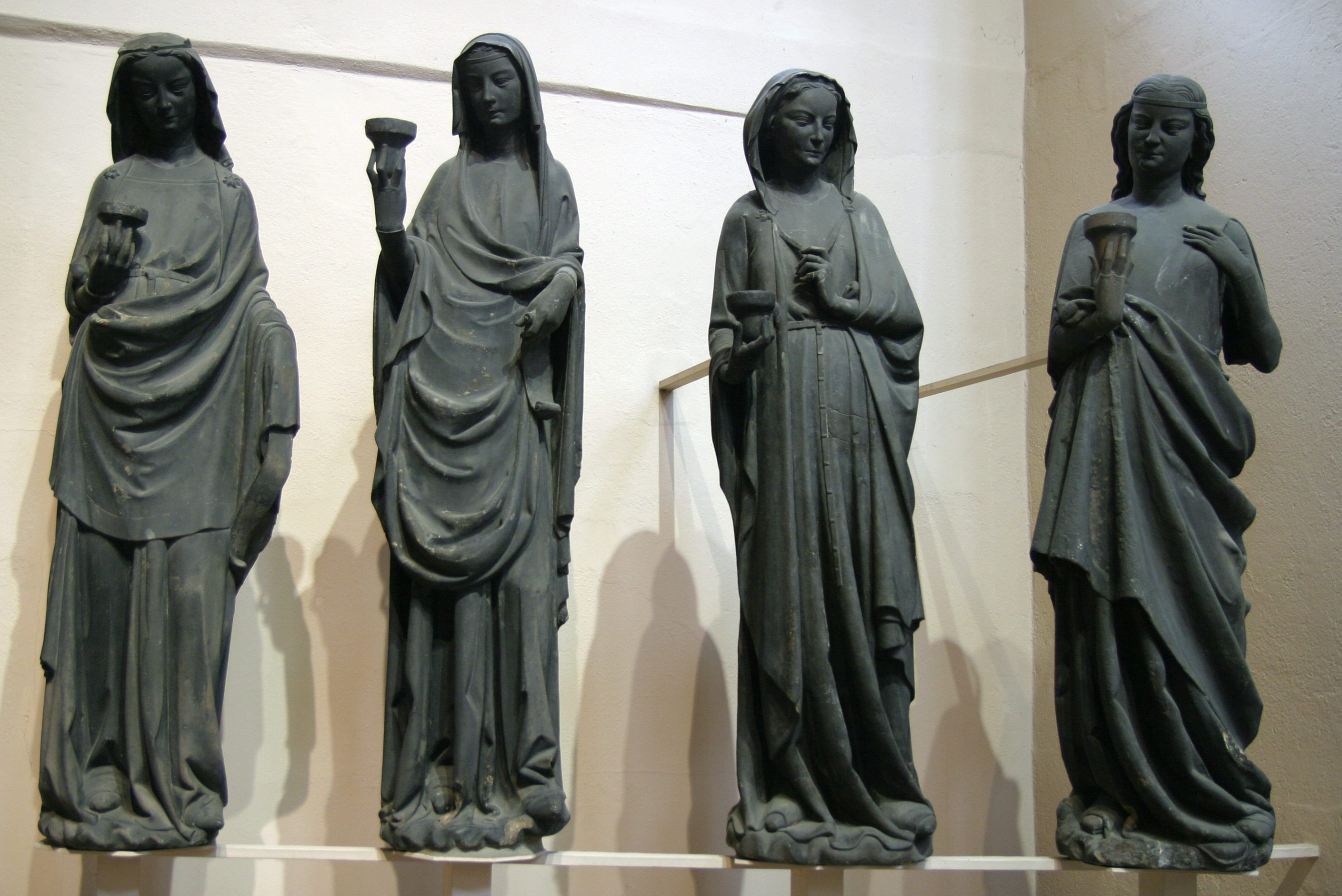
Oryginalne rzeźby z portalu wejścia głównego
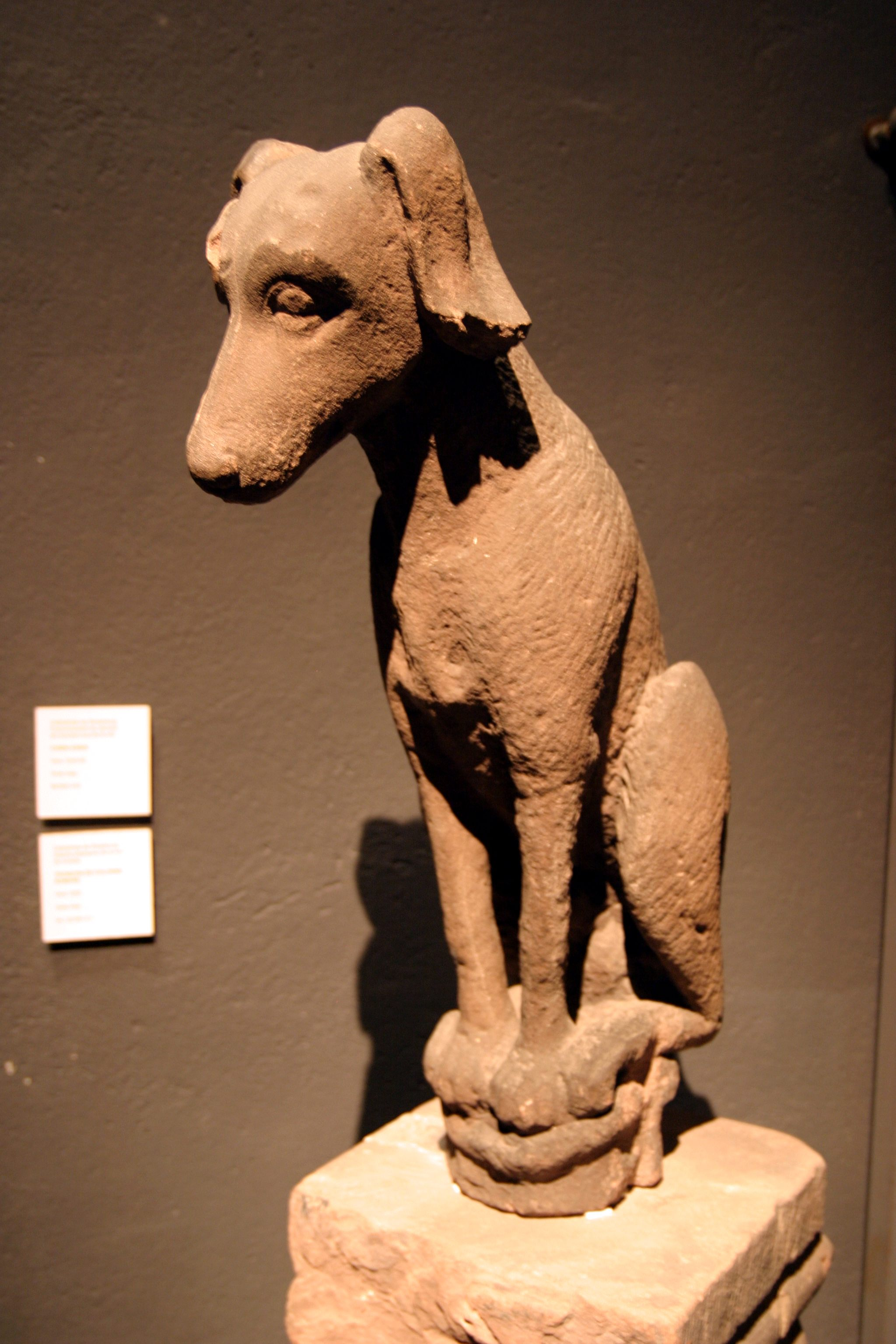
Pies z portalu północnego
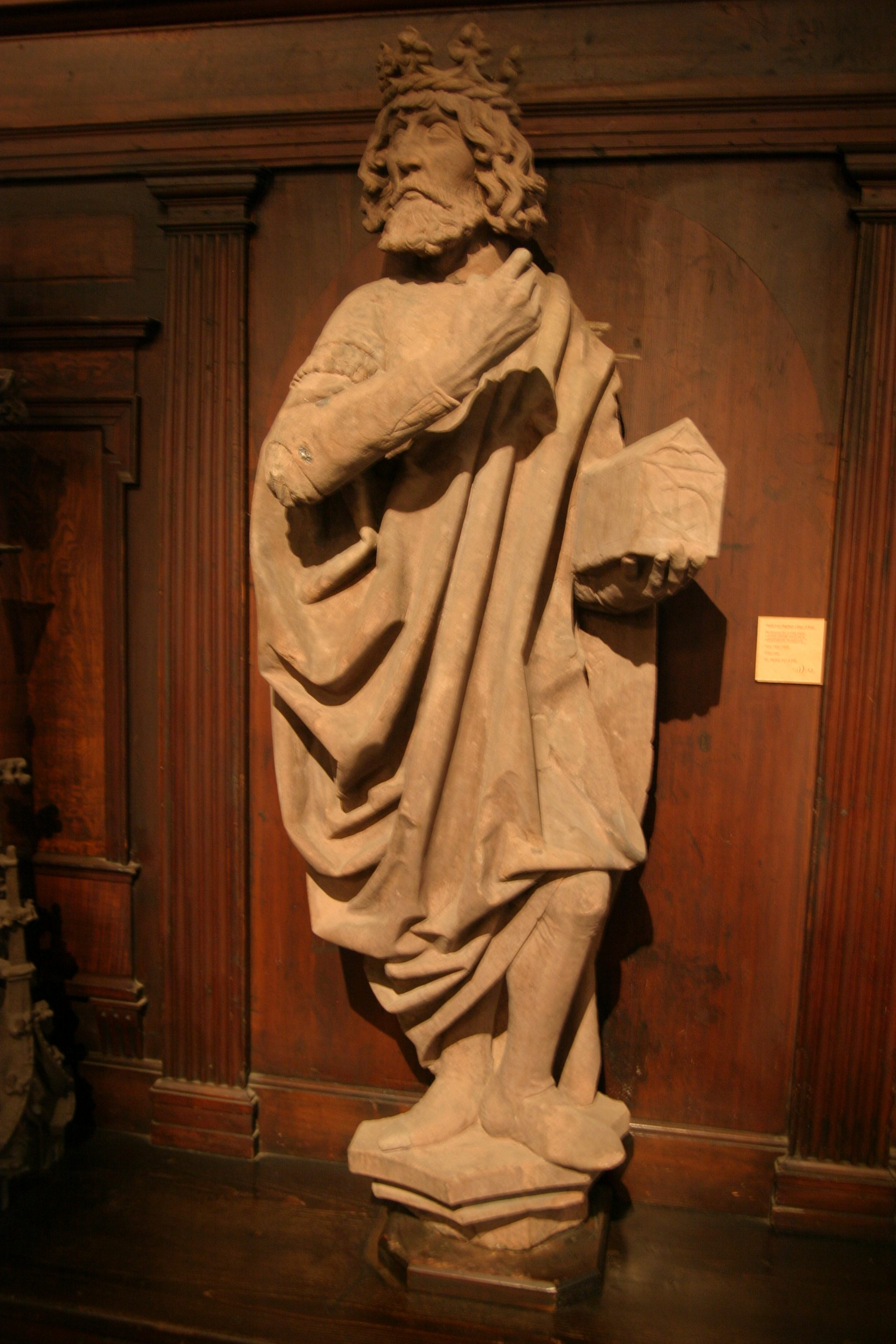
Jeden z Trzech Króli z portalu północnego

## Literatura
- Hermann Fillitz (red.), Das Mittelalter, Berlin, 1969 (Propyläen Kunstgeschichte t. 5).
- Paul Frankl, Gothic Architecture, Harmondsworth, 2000.
- Liess Reinhard, Die Fassade des Straßburger Münsters im Licht. Eine vergessene Wirklichkeit mittelalterlicher Bau- und Bildhauerkunst, [w:] "Festschrift Lorenz Dittmann", red. Hans-Caspar Graf v. Bodmer, Frankfurt am Main 1994, s. 223–255.
- Liess Reinhard, Zur Entwurfseinheit der Portale der Strassburger Westfassade. Skulptur und Architektur, [w:] "Bulletin de la cathédrale de Strasbourg", XXIV 2000, s. 23–120.
- Liess Reinhard, Goethe vor dem Strassburger Münster, Leipzig 1985.
- Otto von Simson, Das hohe Mittelalter, Berlin 1972 (Propyläen Kunstgeschichte Bd. 6).
- Rolf Toman (red.): Gotyk: Architektura, rzeźba, malarstwo Köln 1998.
- Andrew Martindale, Gothic Art, London, 1967.
- Helga Sciure, Frank Möbius (red.): Geschichte der Deutschen Kunst 1200–1350, Leipzig 1989.
- Willibald Sauerländer: Rzeźba średniowiecza, Warszawa 1978.
- Paul Williamson, Gothic Sculpture 1140–1300, New Haven, London 1995.